# Plantilles de la Copa del Món de futbol de 2018
La Copa del Món de la FIFA 2018 és un torneig internacional de futbol que se celebra a Rússia del 14 de juny al 15 de juliol de 2018. Els 32 equips nacionals participants en el torneig han d'escollir un equip de 23 jugadors, entre ells tres porters. Només els jugadors d'aquests equips poden participar en el torneig.
Una llista provisional de 35 jugadors per equip nacional es va presentar a la FIFA abans del 14 de maig de 2018, un mes abans del partit inaugural del torneig. De l'equip preliminar, la llista definitiva de 23 jugadors per equip nacional es va presentar a la FIFA abans del 4 de juny, 10 dies abans del partit inaugural del torneig. La FIFA va publicar les llistes finals amb dorsals al seu lloc web el mateix dia. Els equips estan autoritzats a fer substitucions tardanes en cas de lesions greus, en qualsevol moment fins a 24 hores abans del seu primer partit, en què els jugadors reemplaçats no necessiten estar en l'equip preliminar.
Per als jugadors nomenats en l'equip preliminar de 35 jugadors, hi va haver un període de descans obligatori entre el 21 i el 27 de maig de 2018, excepte els que participaven en la final de la UEFA Champions League de 2018, que es va jugar el 26 de maig. Inicialment, els llistats preliminars tenien 30 jugadors, però, al febrer de 2018, es va anunciar que el nombre de jugadors es va incrementar a 35.
La posició indicada per a cada jugador és la que apareix al llistat oficial de la FIFA. L'edat indicada per a cada jugador és el 14 de juny de 2018, el primer dia del torneig. El nombre de partits i gols que es llisten per a cada jugador no inclou cap partit jugat després de l'inici del torneig. El club que figura és el club pel qual el jugador era el elegible abans del torneig. La nacionalitat de cada club reflecteix l'associació nacional (no la lliga) a la qual està afiliat el club. S'inclou una bandera per a entrenadors de nacionalitat diferent a la de la seva pròpia selecció nacional.

## Grup A

### Egipte
Entrenador:  Héctor Cúper
| Dorsal | Posició | Jugador             | Data de naixement/edat     | Partits | Gols | Club                 |
| ------ | ------- | ------------------- | -------------------------- | ------- | ---- | -------------------- |
| 1      | GK      | Essam El-Hadary     | 15 Gener 1973 (45 anys)    | 158     | 0    | Al-Taawoun (capità)  |
| 2      | DF      | Ali Gabr            | 1 Gener 1989 (29 anys)     | 21      | 1    | West Bromwich Albion |
| 3      | DF      | Ahmed Elmohamady    | 9 Setembre 1987 (30 anys)  | 78      | 2    | Aston Villa          |
| 4      | MF      | Omar Gaber          | 30 Gener 1992 (26 anys)    | 24      | 0    | Los Angeles FC       |
| 5      | MF      | Sam Morsy           | 10 Setembre 1991 (26 anys) | 5       | 0    | Wigan Athletic       |
| 6      | DF      | Ahmed Hegazi        | 25 Gener 1991 (27 anys)    | 45      | 1    | West Bromwich Albion |
| 7      | DF      | Ahmed Fathy         | 10 Novembre 1984 (33 anys) | 126     | 3    | Al Ahly              |
| 8      | MF      | Tarek Hamed         | 24 Octubre 1988 (29 anys)  | 21      | 0    | Zamalek              |
| 9      | FW      | Marwan Mohsen       | 26 Febrer 1989 (29 anys)   | 24      | 4    | Al Ahly              |
| 10     | FW      | Mohamed Salah       | 15 Juny 1992 (25 anys)     | 57      | 33   | Liverpool            |
| 11     | FW      | Kahraba             | 13 Abril 1994 (24 anys)    | 19      | 3    | Al-Ittihad           |
| 12     | DF      | Ayman Ashraf        | 9 Abril 1991 (27 anys)     | 4       | 0    | Al Ahly              |
| 13     | DF      | Mohamed Abdel-Shafy | 1 Juliol 1985 (32 anys)    | 51      | 1    | Al-Fateh             |
| 14     | FW      | Ramadan Sobhi       | 23 Gener 1997 (21 anys)    | 23      | 1    | Stoke City           |
| 15     | DF      | Mahmoud Hamdy       | 1 Juny 1995 (23 anys)      | 0       | 0    | Zamalek              |
| 16     | GK      | Sherif Ekramy       | 10 Juliol 1983 (34 anys)   | 22      | 0    | Al Ahly              |
| 17     | MF      | Mohamed Elneny      | 11 Juliol 1992 (25 anys)   | 61      | 5    | Arsenal              |
| 18     | FW      | Shikabala           | 5 Març 1986 (32 anys)      | 29      | 2    | Al-Raed              |
| 19     | MF      | Abdallah Said       | 13 Juliol 1985 (32 anys)   | 36      | 6    | KuPS                 |
| 20     | DF      | Saad Samir          | 1 Abril 1989 (29 anys)     | 11      | 0    | Al Ahly              |
| 21     | MF      | Trézéguet           | 1 Octubre 1994 (23 anys)   | 24      | 2    | Kasımpaşa            |
| 22     | FW      | Amr Warda           | 17 Setembre 1993 (24 anys) | 16      | 0    | Atromitos            |
| 23     | GK      | Mohamed El-Shenawy  | 18 Desembre 1988 (29 anys) | 3       | 0    | Al Ahly              |

### Rússia
Entrenador: Stanislav Txertxéssov
| Dorsal | Posició | Jugador            | Data de naixement/edat     | Partits | Gols | Club                   |
| ------ | ------- | ------------------ | -------------------------- | ------- | ---- | ---------------------- |
| 1      | GK      | Ígor Akinféiev     | 8 Abril 1986 (32 anys)     | 106     | 0    | CSKA Moscow (capità)   |
| 2      | DF      | Mário Fernandes    | 19 Setembre 1990 (27 anys) | 5       | 0    | CSKA Moscow            |
| 3      | DF      | Ilya Kutepov       | 29 Juliol 1993 (24 anys)   | 7       | 0    | Spartak Moscow         |
| 4      | DF      | Sergei Ignashevich | 14 Juliol 1979 (38 anys)   | 122     | 8    | CSKA Moscow            |
| 5      | DF      | Andrei Semyonov    | 24 Març 1989 (29 anys)     | 6       | 0    | Akhmat Grozny          |
| 6      | MF      | Denis Cheryshev    | 26 Desembre 1990 (27 anys) | 11      | 0    | Vila-real              |
| 7      | MF      | Daler Kuzyayev     | 15 Gener 1993 (25 anys)    | 6       | 0    | Zenit Saint Petersburg |
| 8      | MF      | Iuri Gazinski      | 20 Juliol 1989 (28 anys)   | 6       | 0    | Krasnodar              |
| 9      | MF      | Alan Dzagoev       | 17 Juny 1990 (27 anys)     | 57      | 9    | CSKA Moscow            |
| 10     | FW      | Fyodor Smolov      | 9 Febrer 1990 (28 anys)    | 32      | 12   | Krasnodar              |
| 11     | MF      | Roman Zobnin       | 11 Febrer 1994 (24 anys)   | 12      | 0    | Spartak Moscow         |
| 12     | GK      | Andrey Lunyov      | 13 Novembre 1991 (26 anys) | 3       | 0    | Zenit Saint Petersburg |
| 13     | DF      | Fyodor Kudryashov  | 5 Abril 1987 (31 anys)     | 19      | 0    | Rubin Kazan            |
| 14     | DF      | Vladimir Granat    | 22 Maig 1987 (31 anys)     | 12      | 1    | Rubin Kazan            |
| 15     | MF      | Aleksei Mirantxuk  | 17 Octubre 1995 (22 anys)  | 18      | 4    | Lokomotiv Moscow       |
| 16     | MF      | Anton Mirantxuk    | 17 Octubre 1995 (22 anys)  | 6       | 0    | Lokomotiv Moscow       |
| 17     | MF      | Aleksandr Golovín  | 30 Maig 1996 (22 anys)     | 19      | 2    | CSKA Moscow            |
| 18     | MF      | Iuri Jirkov        | 20 Agost 1983 (34 anys)    | 84      | 2    | Zenit Saint Petersburg |
| 19     | MF      | Aleksandr Samédov  | 19 Juliol 1984 (33 anys)   | 48      | 7    | Spartak Moscow         |
| 20     | GK      | Vladimir Gabulov   | 19 Octubre 1983 (34 anys)  | 10      | 0    | Club Brugge            |
| 21     | MF      | Aleksandr Yerokhin | 13 Octubre 1989 (28 anys)  | 17      | 0    | Zenit Saint Petersburg |
| 22     | FW      | Artiom Dziuba      | 22 Agost 1988 (29 anys)    | 23      | 11   | Arsenal Tula           |
| 23     | DF      | Igor Smolnikov     | 8 Agost 1988 (29 anys)     | 27      | 0    | Zenit Saint Petersburg |

### Aràbia Saudita
Entrenador:  Juan Antonio Pizzi
| Dorsal | Posició | Jugador               | Data de naixement/edat     | Partits | Gols | Club              |
| ------ | ------- | --------------------- | -------------------------- | ------- | ---- | ----------------- |
| 1      | GK      | Abdullah Al-Mayouf    | 23 Gener 1987 (31 anys)    | 11      | 0    | Al-Hilal          |
| 2      | DF      | Mansoor Al-Harbi      | 19 Octubre 1987 (30 anys)  | 40      | 1    | Al-Ahli           |
| 3      | DF      | Osama Hawsawi         | 31 Març 1984 (34 anys)     | 135     | 7    | Al-Hilal (capità) |
| 4      | DF      | Ali Al-Bulaihi        | 21 Novembre 1989 (28 anys) | 4       | 0    | Al-Hilal          |
| 5      | DF      | Omar Hawsawi          | 27 Setembre 1985 (32 anys) | 42      | 3    | Al-Nassr          |
| 6      | DF      | Mohammed Al-Breik     | 15 Setembre 1992 (25 anys) | 11      | 1    | Al-Hilal          |
| 7      | MF      | Salman Al-Faraj       | 1 Agost 1989 (28 anys)     | 43      | 3    | Al-Hilal          |
| 8      | MF      | Yahya Al-Shehri       | 26 Juny 1990 (27 anys)     | 57      | 8    | Leganés           |
| 9      | MF      | Hattan Bahebri        | 16 Juliol 1992 (25 anys)   | 5       | 0    | Al-Shabab         |
| 10     | FW      | Mohammad Al-Sahlawi   | 10 Gener 1987 (31 anys)    | 40      | 28   | Al-Nassr          |
| 11     | MF      | Abdulmalek Al-Khaibri | 13 Març 1986 (32 anys)     | 36      | 0    | Al-Hilal          |
| 12     | MF      | Mohamed Kanno         | 22 Setembre 1994 (23 anys) | 6       | 1    | Al-Hilal          |
| 13     | DF      | Yasser Al-Shahrani    | 25 Maig 1992 (26 anys)     | 37      | 0    | Al-Hilal          |
| 14     | MF      | Abdullah Otayf        | 3 Agost 1992 (25 anys)     | 16      | 1    | Al-Hilal          |
| 15     | MF      | Abdullah Al-Khaibari  | 16 Agost 1996 (21 anys)    | 5       | 0    | Al-Shabab         |
| 16     | MF      | Housain Al-Mogahwi    | 24 Març 1988 (30 anys)     | 18      | 1    | Al-Ahli           |
| 17     | MF      | Taisir Al-Jassim      | 25 Juliol 1984 (33 anys)   | 132     | 19   | Al-Ahli           |
| 18     | MF      | Salem Al-Dawsari      | 19 Agost 1991 (26 anys)    | 33      | 4    | Vila-real         |
| 19     | FW      | Fahad Al-Muwallad     | 14 Setembre 1994 (23 anys) | 45      | 10   | Llevant           |
| 20     | FW      | Muhannad Assiri       | 14 Octubre 1986 (31 anys)  | 18      | 4    | Al-Ahli           |
| 21     | GK      | Yasser Al-Mosailem    | 27 Febrer 1984 (34 anys)   | 32      | 0    | Al-Ahli           |
| 22     | GK      | Mohammed Al-Owais     | 10 Octubre 1991 (26 anys)  | 6       | 0    | Al-Ahli           |
| 23     | DF      | Motaz Hawsawi         | 17 Febrer 1992 (26 anys)   | 17      | 0    | Al-Ahli           |

### Uruguai
Entrenador: Óscar Tabárez
| Dorsal | Posició | Jugador                | Data de naixement/edat     | Partits | Gols | Club                     |
| ------ | ------- | ---------------------- | -------------------------- | ------- | ---- | ------------------------ |
| 1      | GK      | Fernando Muslera       | 16 Juny 1986 (31 anys)     | 97      | 0    | Galatasaray              |
| 2      | DF      | José Giménez           | 20 Gener 1995 (23 anys)    | 42      | 5    | Atlético Madrid          |
| 3      | DF      | Diego Godín            | 16 Febrer 1986 (32 anys)   | 116     | 8    | Atlético Madrid (capità) |
| 4      | DF      | Guillermo Varela       | 24 Març 1993 (25 anys)     | 3       | 0    | Peñarol                  |
| 5      | MF      | Carlos Sánchez         | 2 Desembre 1984 (33 anys)  | 36      | 1    | Monterrey                |
| 6      | MF      | Rodrigo Bentancur      | 25 Juny 1997 (20 anys)     | 7       | 0    | Juventus                 |
| 7      | MF      | Cristian Rodríguez     | 30 Setembre 1985 (32 anys) | 105     | 11   | Peñarol                  |
| 8      | MF      | Nahitan Nández         | 28 Desembre 1995 (22 anys) | 12      | 0    | Boca Juniors             |
| 9      | FW      | Luis Suárez            | 24 Gener 1987 (31 anys)    | 98      | 51   | Barcelona                |
| 10     | FW      | Giorgian De Arrascaeta | 1 Juny 1994 (24 anys)      | 14      | 2    | Cruzeiro                 |
| 11     | FW      | Cristhian Stuani       | 12 Octubre 1986 (31 anys)  | 41      | 5    | Girona                   |
| 12     | GK      | Martín Campaña         | 29 Maig 1989 (29 anys)     | 1       | 0    | Independiente            |
| 13     | DF      | Gastón Silva           | 5 Març 1994 (24 anys)      | 17      | 0    | Independiente            |
| 14     | MF      | Lucas Torreira         | 11 Febrer 1996 (22 anys)   | 3       | 0    | Sampdoria                |
| 15     | MF      | Matías Vecino          | 24 Agost 1991 (26 anys)    | 22      | 1    | Inter Milan              |
| 16     | DF      | Maxi Pereira           | 8 Juny 1984 (34 anys)      | 125     | 3    | Porto                    |
| 17     | MF      | Diego Laxalt           | 7 Febrer 1993 (25 anys)    | 6       | 0    | Genoa                    |
| 18     | FW      | Maxi Gómez             | 14 Agost 1996 (21 anys)    | 5       | 0    | Celta Vigo               |
| 19     | DF      | Sebastián Coates       | 7 Octubre 1990 (27 anys)   | 30      | 1    | Sporting CP              |
| 20     | FW      | Jonathan Urretaviscaya | 19 Març 1990 (28 anys)     | 4       | 0    | Monterrey                |
| 21     | FW      | Edinson Cavani         | 14 Febrer 1987 (31 anys)   | 101     | 42   | Paris Saint-Germain      |
| 22     | DF      | Martín Cáceres         | 7 Abril 1987 (31 anys)     | 76      | 4    | Lazio                    |
| 23     | GK      | Martín Silva           | 25 Març 1983 (35 anys)     | 11      | 0    | Vasco da Gama            |

## Grup B

### Iran
Entrenador:  Carlos Queiroz
| Dorsal | Posició | Jugador                  | Data de naixement/edat     | Partits | Gols | Club                |
| ------ | ------- | ------------------------ | -------------------------- | ------- | ---- | ------------------- |
| 1      | GK      | Alireza Beiranvand       | 21 Setembre 1992 (25 anys) | 22      | 0    | Persepolis          |
| 2      | MF      | Mehdi Torabi             | 10 Setembre 1994 (23 anys) | 17      | 4    | Saipa               |
| 3      | DF      | Ehsan Hajsafi            | 25 Febrer 1990 (28 anys)   | 94      | 6    | Olympiacos          |
| 4      | DF      | Rouzbeh Cheshmi          | 24 Juliol 1993 (24 anys)   | 10      | 1    | Esteghlal           |
| 5      | DF      | Milad Mohammadi          | 29 Setembre 1993 (24 anys) | 19      | 0    | Akhmat Grozny       |
| 6      | MF      | Saeid Ezatolahi          | 1 Octubre 1996 (21 anys)   | 25      | 1    | Amkar Perm          |
| 7      | MF      | Masoud Shojaei           | 9 Juny 1984 (34 anys)      | 74      | 8    | AEK Athens (capità) |
| 8      | DF      | Morteza Pouraliganji     | 19 Abril 1992 (26 anys)    | 27      | 2    | Al-Sadd             |
| 9      | MF      | Omid Ebrahimi            | 16 Setembre 1987 (30 anys) | 30      | 0    | Esteghlal           |
| 10     | FW      | Karim Ansarifard         | 3 Abril 1990 (28 anys)     | 64      | 17   | Olympiacos          |
| 11     | MF      | Vahid Amiri              | 2 Abril 1988 (30 anys)     | 36      | 1    | Persepolis          |
| 12     | GK      | Mohammad Rashid Mazaheri | 18 Maig 1989 (29 anys)     | 3       | 0    | Zob Ahan            |
| 13     | DF      | Mohammad Reza Khanzadeh  | 11 Maig 1991 (27 anys)     | 11      | 1    | Padideh             |
| 14     | FW      | Saman Ghoddos            | 6 Setembre 1993 (24 anys)  | 8       | 1    | Östersund           |
| 15     | DF      | Pejman Montazeri         | 6 Setembre 1983 (34 anys)  | 46      | 1    | Esteghlal           |
| 16     | FW      | Reza Ghoochannejhad      | 20 Setembre 1987 (30 anys) | 43      | 17   | Heerenveen          |
| 17     | FW      | Mehdi Taremi             | 18 Juliol 1992 (25 anys)   | 26      | 11   | Al-Gharafa          |
| 18     | FW      | Alireza Jahanbakhsh      | 11 Agost 1993 (24 anys)    | 38      | 4    | AZ                  |
| 19     | DF      | Majid Hosseini           | 20 Juny 1996 (21 anys)     | 1       | 0    | Esteghlal           |
| 20     | FW      | Sardar Azmoun            | 1 Gener 1995 (23 anys)     | 33      | 23   | Rubin Kazan         |
| 21     | FW      | Ashkan Dejagah           | 5 Juliol 1986 (31 anys)    | 46      | 9    | Nottingham Forest   |
| 22     | GK      | Amir Abedzadeh           | 26 Abril 1993 (25 anys)    | 1       | 0    | Marítimo            |
| 23     | DF      | Ramin Rezaeian           | 21 Març 1990 (28 anys)     | 28      | 2    | Oostende            |

### Marroc
Entrenador:  Hervé Renard
| Dorsal | Posició | Jugador               | Data de naixement/edat    | Partits | Gols | Club                    |
| ------ | ------- | --------------------- | ------------------------- | ------- | ---- | ----------------------- |
| 1      | GK      | Yassine Bounou        | 5 Abril 1991 (27 anys)    | 11      | 0    | Girona                  |
| 2      | DF      | Achraf Hakimi         | 4 Novembre 1998 (19 anys) | 10      | 1    | Reial Madrid            |
| 3      | DF      | Hamza Mendyl          | 21 Octubre 1997 (20 anys) | 13      | 0    | Lille                   |
| 4      | DF      | Manuel da Costa       | 6 Maig 1986 (32 anys)     | 28      | 1    | İstanbul Başakşehir     |
| 5      | DF      | Medhi Benatia         | 17 Abril 1987 (31 anys)   | 57      | 2    | Juventus (capità)       |
| 6      | DF      | Romain Saïss          | 26 Març 1990 (28 anys)    | 24      | 1    | Wolverhampton Wanderers |
| 7      | MF      | Hakim Ziyech          | 19 Març 1993 (25 anys)    | 18      | 9    | Ajax                    |
| 8      | MF      | Karim El Ahmadi       | 27 Gener 1985 (33 anys)   | 51      | 1    | Feyenoord               |
| 9      | FW      | Ayoub El Kaabi        | 25 Juny 1993 (24 anys)    | 10      | 11   | RS Berkane              |
| 10     | MF      | Younès Belhanda       | 25 Febrer 1990 (28 anys)  | 47      | 5    | Galatasaray             |
| 11     | MF      | Fayçal Fajr           | 1 Agost 1988 (29 anys)    | 23      | 2    | Getafe                  |
| 12     | GK      | Munir Mohamedi        | 10 Maig 1989 (29 anys)    | 27      | 0    | Numancia                |
| 13     | FW      | Khalid Boutaïb        | 24 Abril 1987 (31 anys)   | 18      | 7    | Yeni Malatyaspor        |
| 14     | MF      | Mbark Boussoufa       | 15 Agost 1984 (33 anys)   | 59      | 7    | Al-Jazira               |
| 15     | MF      | Youssef Aït Bennasser | 7 Juliol 1996 (21 anys)   | 14      | 0    | Caen                    |
| 16     | MF      | Nordin Amrabat        | 31 Març 1987 (31 anys)    | 44      | 4    | Leganés                 |
| 17     | DF      | Nabil Dirar           | 25 Febrer 1986 (32 anys)  | 34      | 3    | Fenerbahçe              |
| 18     | MF      | Amine Harit           | 18 Juny 1997 (20 anys)    | 6       | 0    | Schalke 04              |
| 19     | FW      | Youssef En-Nesyri     | 1 Juny 1997 (21 anys)     | 16      | 2    | Málaga                  |
| 20     | FW      | Aziz Bouhaddouz       | 30 Març 1987 (31 anys)    | 15      | 3    | FC St. Pauli            |
| 21     | MF      | Sofyan Amrabat        | 21 Agost 1996 (21 anys)   | 6       | 0    | Feyenoord               |
| 22     | GK      | Ahmed Reda Tagnaouti  | 5 Abril 1996 (22 anys)    | 2       | 0    | IR Tanger               |
| 23     | MF      | Mehdi Carcela         | 1 Juliol 1989 (28 anys)   | 20      | 1    | Standard Liège          |

### Portugal
Entrenador: Fernando Santos
| Dorsal | Posició | Jugador           | Data de naixement/edat     | Partits | Gols | Club                  |
| ------ | ------- | ----------------- | -------------------------- | ------- | ---- | --------------------- |
| 1      | GK      | Rui Patrício      | 15 Febrer 1988 (30 anys)   | 69      | 0    | Sporting CP           |
| 2      | DF      | Bruno Alves       | 27 Novembre 1981 (36 anys) | 96      | 11   | Rangers               |
| 3      | DF      | Pepe              | 26 Febrer 1983 (35 anys)   | 95      | 5    | Beşiktaş              |
| 4      | MF      | Manuel Fernandes  | 5 Febrer 1986 (32 anys)    | 14      | 3    | Lokomotiv Moscow      |
| 5      | DF      | Raphaël Guerreiro | 22 Desembre 1993 (24 anys) | 24      | 2    | Borussia Dortmund     |
| 6      | DF      | José Fonte        | 22 Desembre 1983 (34 anys) | 31      | 0    | Dalian Yifang         |
| 7      | FW      | Cristiano Ronaldo | 5 Febrer 1985 (33 anys)    | 150     | 81   | Reial Madrid (capità) |
| 8      | MF      | João Moutinho     | 8 Setembre 1986 (31 anys)  | 110     | 7    | Monaco                |
| 9      | FW      | André Silva       | 6 Novembre 1995 (22 anys)  | 23      | 12   | Milan                 |
| 10     | MF      | João Mário        | 19 Gener 1993 (25 anys)    | 36      | 2    | West Ham United       |
| 11     | MF      | Bernardo Silva    | 10 Agost 1994 (23 anys)    | 25      | 2    | Manchester City       |
| 12     | GK      | Anthony Lopes     | 1 Octubre 1990 (27 anys)   | 7       | 0    | Lyon                  |
| 13     | DF      | Rúben Dias        | 14 Maig 1997 (21 anys)     | 1       | 0    | Benfica               |
| 14     | MF      | William Carvalho  | 7 Abril 1992 (26 anys)     | 43      | 2    | Sporting CP           |
| 15     | DF      | Ricardo Pereira   | 6 Octubre 1993 (24 anys)   | 4       | 0    | Porto                 |
| 16     | MF      | Bruno Fernandes   | 8 Setembre 1994 (23 anys)  | 6       | 1    | Sporting CP           |
| 17     | FW      | Gonçalo Guedes    | 29 Novembre 1996 (21 anys) | 10      | 3    | València              |
| 18     | FW      | Gelson Martins    | 11 Maig 1995 (23 anys)     | 18      | 0    | Sporting CP           |
| 19     | DF      | Mário Rui         | 27 Maig 1991 (27 anys)     | 4       | 0    | Napoli                |
| 20     | FW      | Ricardo Quaresma  | 26 Setembre 1983 (34 anys) | 77      | 9    | Beşiktaş              |
| 21     | DF      | Cédric            | 31 Agost 1991 (26 anys)    | 29      | 1    | Southampton           |
| 22     | GK      | Beto              | 1 Maig 1982 (36 anys)      | 14      | 0    | Göztepe               |
| 23     | MF      | Adrien Silva      | 15 Març 1989 (29 anys)     | 23      | 1    | Leicester City        |

### Espanya
Entrenador: Fernando Hierro
| Dorsal | Posició | Jugador           | Data de naixement/edat     | Partits | Gols | Club                  |
| ------ | ------- | ----------------- | -------------------------- | ------- | ---- | --------------------- |
| 1      | GK      | David de Gea      | 7 Novembre 1990 (27 anys)  | 29      | 0    | Manchester United     |
| 2      | DF      | Dani Carvajal     | 11 Gener 1992 (26 anys)    | 15      | 0    | Reial Madrid          |
| 3      | DF      | Gerard Piqué      | 2 Febrer 1987 (31 anys)    | 98      | 5    | Barcelona             |
| 4      | DF      | Nacho             | 18 Gener 1990 (28 anys)    | 17      | 0    | Reial Madrid          |
| 5      | MF      | Sergio Busquets   | 16 Juliol 1988 (29 anys)   | 103     | 2    | Barcelona             |
| 6      | MF      | Andrés Iniesta    | 11 Maig 1984 (34 anys)     | 127     | 14   | Barcelona             |
| 7      | MF      | Saúl              | 21 Novembre 1994 (23 anys) | 10      | 0    | Atlético Madrid       |
| 8      | MF      | Koke              | 8 Gener 1992 (26 anys)     | 40      | 0    | Atlético Madrid       |
| 9      | FW      | Rodrigo           | 6 Març 1991 (27 anys)      | 6       | 2    | València              |
| 10     | MF      | Thiago            | 11 Abril 1991 (27 anys)    | 29      | 2    | Bayern de Múnic       |
| 11     | FW      | Lucas Vázquez     | 1 Juliol 1991 (26 anys)    | 7       | 0    | Reial Madrid          |
| 12     | DF      | Álvaro Odriozola  | 14 Desembre 1995 (22 anys) | 4       | 1    | Reial Societat        |
| 13     | GK      | Kepa Arrizabalaga | 3 Octubre 1994 (23 anys)   | 1       | 0    | Athletic Bilbao       |
| 14     | DF      | César Azpilicueta | 28 Agost 1989 (28 anys)    | 22      | 0    | Chelsea               |
| 15     | DF      | Sergio Ramos      | 30 Març 1986 (32 anys)     | 152     | 13   | Reial Madrid (capità) |
| 16     | DF      | Nacho Monreal     | 26 Febrer 1986 (32 anys)   | 22      | 1    | Arsenal               |
| 17     | FW      | Iago Aspas        | 1 Agost 1987 (30 anys)     | 10      | 5    | Celta Vigo            |
| 18     | DF      | Jordi Alba        | 21 Març 1989 (29 anys)     | 62      | 8    | Barcelona             |
| 19     | FW      | Diego Costa       | 7 Octubre 1988 (29 anys)   | 20      | 7    | Atlético Madrid       |
| 20     | MF      | Marco Asensio     | 21 Gener 1996 (22 anys)    | 12      | 0    | Reial Madrid          |
| 21     | FW      | David Silva       | 8 Gener 1986 (32 anys)     | 121     | 35   | Manchester City       |
| 22     | MF      | Isco              | 21 Abril 1992 (26 anys)    | 28      | 10   | Reial Madrid          |
| 23     | GK      | Pepe Reina        | 31 Agost 1982 (35 anys)    | 36      | 0    | Napoli                |

## Grup C

### Austràlia
Entrenador:  Bert van Marwijk
| Dorsal | Posició | Jugador          | Data de naixement/edat     | Partits | Gols | Club                     |
| ------ | ------- | ---------------- | -------------------------- | ------- | ---- | ------------------------ |
| 1      | GK      | Mathew Ryan      | 8 Abril 1992 (26 anys)     | 44      | 0    | Brighton & Hove Albion   |
| 2      | DF      | Milos Degenek    | 28 Abril 1994 (24 anys)    | 18      | 0    | Yokohama F. Marinos      |
| 3      | DF      | James Meredith   | 5 Abril 1988 (30 anys)     | 2       | 0    | Millwall                 |
| 4      | FW      | Tim Cahill       | 6 Desembre 1979 (38 anys)  | 106     | 50   | Millwall                 |
| 5      | DF      | Mark Milligan    | 4 Agost 1985 (32 anys)     | 71      | 6    | Al-Ahli                  |
| 6      | DF      | Matthew Jurman   | 8 Desembre 1989 (28 anys)  | 4       | 0    | Suwon Samsung Bluewings  |
| 7      | FW      | Mathew Leckie    | 4 Febrer 1991 (27 anys)    | 53      | 8    | Hertha BSC               |
| 8      | MF      | Massimo Luongo   | 25 Setembre 1992 (25 anys) | 36      | 5    | Queens Park Rangers      |
| 9      | FW      | Tomi Juric       | 22 Juliol 1991 (26 anys)   | 35      | 8    | Luzern                   |
| 10     | FW      | Robbie Kruse     | 5 Octubre 1988 (29 anys)   | 64      | 5    | VfL Bochum               |
| 11     | FW      | Andrew Nabbout   | 17 Desembre 1992 (25 anys) | 4       | 1    | Urawa Red Diamonds       |
| 12     | GK      | Brad Jones       | 19 Març 1982 (36 anys)     | 6       | 0    | Feyenoord                |
| 13     | MF      | Aaron Mooy       | 15 Setembre 1990 (27 anys) | 34      | 5    | Huddersfield Town        |
| 14     | FW      | Jamie Maclaren   | 29 Juliol 1993 (24 anys)   | 6       | 0    | Hibernian                |
| 15     | MF      | Mile Jedinak     | 3 Agost 1984 (33 anys)     | 76      | 18   | Aston Villa (capità)     |
| 16     | DF      | Aziz Behich      | 16 Desembre 1990 (27 anys) | 23      | 2    | Bursaspor                |
| 17     | FW      | Daniel Arzani    | 4 Gener 1999 (19 anys)     | 2       | 1    | Melbourne City           |
| 18     | GK      | Danny Vukovic    | 27 Març 1985 (33 anys)     | 1       | 0    | Genk                     |
| 19     | DF      | Josh Risdon      | 27 Juliol 1992 (25 anys)   | 8       | 0    | Western Sydney Wanderers |
| 20     | DF      | Trent Sainsbury  | 5 Gener 1992 (26 anys)     | 35      | 3    | Grasshoppers             |
| 21     | FW      | Dimitri Petratos | 10 Novembre 1992 (25 anys) | 2       | 0    | Newcastle Jets           |
| 22     | MF      | Jackson Irvine   | 7 Març 1993 (25 anys)      | 19      | 2    | Hull City                |
| 23     | MF      | Tom Rogic        | 16 Desembre 1992 (25 anys) | 37      | 7    | Celtic                   |

### Dinamarca
Entrenador:  Åge Hareide
| Dorsal | Posició | Jugador             | Data de naixement/edat     | Partits | Gols | Club                     |
| ------ | ------- | ------------------- | -------------------------- | ------- | ---- | ------------------------ |
| 1      | GK      | Kasper Schmeichel   | 5 Novembre 1986 (31 anys)  | 35      | 0    | Leicester City           |
| 2      | MF      | Michael Krohn-Dehli | 6 Juny 1983 (35 anys)      | 59      | 6    | Deportivo La Coruña      |
| 3      | DF      | Jannik Vestergaard  | 3 Agost 1992 (25 anys)     | 16      | 1    | Borussia Mönchengladbach |
| 4      | DF      | Simon Kjær          | 26 Març 1989 (29 anys)     | 78      | 3    | Sevilla (capità)         |
| 5      | DF      | Jonas Knudsen       | 16 Setembre 1992 (25 anys) | 3       | 0    | Ipswich Town             |
| 6      | DF      | Andreas Christensen | 10 Abril 1996 (22 anys)    | 16      | 1    | Chelsea                  |
| 7      | MF      | William Kvist       | 24 Febrer 1985 (33 anys)   | 80      | 2    | Copenhagen               |
| 8      | MF      | Thomas Delaney      | 3 Setembre 1991 (26 anys)  | 27      | 4    | Werder Bremen            |
| 9      | FW      | Nicolai Jørgensen   | 15 Gener 1991 (27 anys)    | 31      | 8    | Feyenoord                |
| 10     | MF      | Christian Eriksen   | 14 Febrer 1992 (26 anys)   | 78      | 22   | Tottenham Hotspur        |
| 11     | FW      | Martin Braithwaite  | 5 Juny 1991 (27 anys)      | 20      | 1    | Bordeaux                 |
| 12     | FW      | Kasper Dolberg      | 6 Octubre 1997 (20 anys)   | 6       | 1    | Ajax                     |
| 13     | DF      | Mathias Jørgensen   | 23 Abril 1990 (28 anys)    | 12      | 0    | Huddersfield Town        |
| 14     | DF      | Henrik Dalsgaard    | 27 Juliol 1989 (28 anys)   | 11      | 0    | Brentford                |
| 15     | FW      | Viktor Fischer      | 9 Juny 1994 (24 anys)      | 19      | 3    | Copenhagen               |
| 16     | GK      | Jonas Lössl         | 1 Febrer 1989 (29 anys)    | 1       | 0    | Huddersfield Town        |
| 17     | DF      | Jens Stryger Larsen | 21 Febrer 1991 (27 anys)   | 13      | 1    | Udinese                  |
| 18     | MF      | Lukas Lerager       | 12 Juliol 1993 (24 anys)   | 4       | 0    | Bordeaux                 |
| 19     | MF      | Lasse Schöne        | 27 Maig 1986 (32 anys)     | 36      | 3    | Ajax                     |
| 20     | FW      | Yussuf Poulsen      | 15 Juny 1994 (23 anys)     | 28      | 4    | RB Leipzig               |
| 21     | FW      | Andreas Cornelius   | 16 Març 1993 (25 anys)     | 18      | 4    | Atalanta                 |
| 22     | GK      | Frederik Rønnow     | 4 Agost 1992 (25 anys)     | 6       | 0    | Brøndby                  |
| 23     | FW      | Pione Sisto         | 4 Febrer 1995 (23 anys)    | 14      | 1    | Celta Vigo               |

### França
Entrenador: Didier Deschamps
| Dorsal | Posició | Jugador           | Data de naixement/edat     | Partits | Gols | Club                       |
| ------ | ------- | ----------------- | -------------------------- | ------- | ---- | -------------------------- |
| 1      | GK      | Hugo Lloris       | 26 Desembre 1986 (31 anys) | 98      | 0    | Tottenham Hotspur (capità) |
| 2      | DF      | Benjamin Pavard   | 28 Març 1996 (22 anys)     | 6       | 0    | VfB Stuttgart              |
| 3      | DF      | Presnel Kimpembe  | 13 Agost 1995 (22 anys)    | 2       | 0    | Paris Saint-Germain        |
| 4      | DF      | Raphaël Varane    | 25 Abril 1993 (25 anys)    | 42      | 2    | Reial Madrid               |
| 5      | DF      | Samuel Umtiti     | 14 Novembre 1993 (24 anys) | 19      | 2    | Barcelona                  |
| 6      | MF      | Paul Pogba        | 15 Març 1993 (25 anys)     | 54      | 9    | Manchester United          |
| 7      | FW      | Antoine Griezmann | 21 Març 1991 (27 anys)     | 54      | 20   | Atlético Madrid            |
| 8      | FW      | Thomas Lemar      | 12 Novembre 1995 (22 anys) | 12      | 3    | Monaco                     |
| 9      | FW      | Olivier Giroud    | 30 Setembre 1986 (31 anys) | 74      | 31   | Chelsea                    |
| 10     | FW      | Kylian Mbappé     | 20 Desembre 1998 (19 anys) | 15      | 4    | Paris Saint-Germain        |
| 11     | FW      | Ousmane Dembélé   | 15 Maig 1997 (21 anys)     | 12      | 2    | Barcelona                  |
| 12     | MF      | Corentin Tolisso  | 3 Agost 1994 (23 anys)     | 9       | 0    | Bayern de Múnic            |
| 13     | MF      | N'Golo Kanté      | 29 Març 1991 (27 anys)     | 24      | 1    | Chelsea                    |
| 14     | MF      | Blaise Matuidi    | 9 Abril 1987 (31 anys)     | 67      | 9    | Juventus                   |
| 15     | MF      | Steven Nzonzi     | 15 Desembre 1988 (29 anys) | 4       | 0    | Sevilla                    |
| 16     | GK      | Steve Mandanda    | 28 Març 1985 (33 anys)     | 27      | 0    | Marseille                  |
| 17     | DF      | Adil Rami         | 27 Desembre 1985 (32 anys) | 35      | 1    | Marseille                  |
| 18     | FW      | Nabil Fekir       | 18 Juliol 1993 (24 anys)   | 12      | 2    | Lyon                       |
| 19     | DF      | Djibril Sidibé    | 29 Juliol 1992 (25 anys)   | 17      | 1    | Monaco                     |
| 20     | FW      | Florian Thauvin   | 26 Gener 1993 (25 anys)    | 4       | 0    | Marseille                  |
| 21     | DF      | Lucas Hernández   | 14 Febrer 1996 (22 anys)   | 5       | 0    | Atlético Madrid            |
| 22     | DF      | Benjamin Mendy    | 17 Juliol 1994 (23 anys)   | 7       | 0    | Manchester City            |
| 23     | GK      | Alphonse Areola   | 27 Febrer 1993 (25 anys)   | 0       | 0    | Paris Saint-Germain        |

### Perú
Entrenador:  Ricardo Gareca
| Dorsal | Posició | Jugador             | Data de naixement/edat     | Partits | Gols | Club                 |
| ------ | ------- | ------------------- | -------------------------- | ------- | ---- | -------------------- |
| 1      | GK      | Pedro Gallese       | 23 Febrer 1990 (28 anys)   | 38      | 0    | Veracruz             |
| 2      | DF      | Alberto Rodríguez   | 31 Març 1984 (34 anys)     | 59      | 0    | Atlético Junior      |
| 3      | DF      | Aldo Corzo          | 20 Maig 1989 (29 anys)     | 25      | 0    | Universitario        |
| 4      | DF      | Anderson Santamaría | 10 Gener 1992 (26 anys)    | 4       | 0    | Puebla               |
| 5      | DF      | Miguel Araujo       | 24 Octubre 1994 (23 anys)  | 7       | 0    | Alianza Lima         |
| 6      | DF      | Miguel Trauco       | 25 Agost 1992 (25 anys)    | 27      | 0    | Flamengo             |
| 7      | MF      | Paolo Hurtado       | 27 Juliol 1990 (27 anys)   | 31      | 3    | Vitória de Guimarães |
| 8      | MF      | Christian Cueva     | 23 Novembre 1991 (26 anys) | 44      | 8    | São Paulo            |
| 9      | FW      | Paolo Guerrero      | 1 Gener 1984 (34 anys)     | 88      | 34   | Flamengo (capità)    |
| 10     | FW      | Jefferson Farfán    | 26 Octubre 1984 (33 anys)  | 84      | 25   | Lokomotiv Moscow     |
| 11     | FW      | Raúl Ruidíaz        | 25 Juliol 1990 (27 anys)   | 30      | 4    | Morelia              |
| 12     | GK      | Carlos Cáceda       | 27 Setembre 1991 (26 anys) | 4       | 0    | Deportivo Municipal  |
| 13     | MF      | Renato Tapia        | 28 Juliol 1995 (22 anys)   | 23      | 1    | Feyenoord            |
| 14     | MF      | Andy Polo           | 29 Setembre 1994 (23 anys) | 17      | 1    | Portland Timbers     |
| 15     | DF      | Christian Ramos     | 4 Novembre 1988 (29 anys)  | 66      | 3    | Veracruz             |
| 16     | MF      | Wilder Cartagena    | 23 Setembre 1994 (23 anys) | 3       | 0    | Veracruz             |
| 17     | DF      | Luis Advíncula      | 2 Març 1990 (28 anys)      | 65      | 0    | Lobos BUAP           |
| 18     | FW      | André Carrillo      | 14 Juny 1991 (27 anys)     | 45      | 5    | Watford              |
| 19     | MF      | Yoshimar Yotún      | 7 Abril 1990 (28 anys)     | 73      | 2    | Orlando City         |
| 20     | FW      | Edison Flores       | 14 Maig 1994 (24 anys)     | 29      | 9    | AaB                  |
| 21     | GK      | José Carvallo       | 1 Març 1986 (32 anys)      | 6       | 0    | UTC                  |
| 22     | DF      | Nilson Loyola       | 26 Octubre 1994 (23 anys)  | 3       | 0    | Melgar               |
| 23     | MF      | Pedro Aquino        | 13 Abril 1995 (23 anys)    | 13      | 0    | Lobos BUAP           |

## Grup D

### Argentina
Entrenador: Jorge Sampaoli
| Dorsal | Posició | Jugador            | Data de naixement/edat     | Partits | Gols | Club                |
| ------ | ------- | ------------------ | -------------------------- | ------- | ---- | ------------------- |
| 1      | GK      | Nahuel Guzmán      | 10 Febrer 1986 (32 anys)   | 6       | 0    | UANL                |
| 2      | DF      | Gabriel Mercado    | 18 Març 1987 (31 anys)     | 20      | 3    | Sevilla             |
| 3      | DF      | Nicolás Tagliafico | 31 Agost 1992 (25 anys)    | 4       | 0    | Ajax                |
| 4      | DF      | Cristian Ansaldi   | 20 Setembre 1986 (31 anys) | 5       | 0    | Torino              |
| 5      | MF      | Lucas Biglia       | 30 Gener 1986 (32 anys)    | 57      | 1    | Milan               |
| 6      | DF      | Federico Fazio     | 17 Març 1987 (31 anys)     | 9       | 1    | Roma                |
| 7      | MF      | Éver Banega        | 29 Juny 1988 (29 anys)     | 62      | 6    | Sevilla             |
| 8      | DF      | Marcos Acuña       | 28 Octubre 1991 (26 anys)  | 10      | 0    | Sporting CP         |
| 9      | FW      | Gonzalo Higuaín    | 10 Desembre 1987 (30 anys) | 71      | 31   | Juventus            |
| 10     | FW      | Lionel Messi       | 24 Juny 1987 (30 anys)     | 124     | 64   | Barcelona (capità)  |
| 11     | MF      | Ángel Di María     | 14 Febrer 1988 (30 anys)   | 94      | 19   | Paris Saint-Germain |
| 12     | GK      | Franco Armani      | 16 Octubre 1986 (31 anys)  | 0       | 0    | River Plate         |
| 13     | MF      | Maximiliano Meza   | 15 Desembre 1992 (25 anys) | 2       | 0    | Independiente       |
| 14     | DF      | Javier Mascherano  | 8 Juny 1984 (34 anys)      | 143     | 3    | Hebei China Fortune |
| 15     | MF      | Enzo Pérez         | 22 Febrer 1986 (32 anys)   | 23      | 1    | River Plate         |
| 16     | DF      | Marcos Rojo        | 20 Març 1990 (28 anys)     | 56      | 2    | Manchester United   |
| 17     | DF      | Nicolás Otamendi   | 12 Febrer 1988 (30 anys)   | 54      | 4    | Manchester City     |
| 18     | DF      | Eduardo Salvio     | 13 Juliol 1990 (27 anys)   | 9       | 0    | Benfica             |
| 19     | FW      | Sergio Agüero      | 2 Juny 1988 (30 anys)      | 85      | 37   | Manchester City     |
| 20     | MF      | Giovani Lo Celso   | 9 Abril 1996 (22 anys)     | 5       | 0    | Paris Saint-Germain |
| 21     | FW      | Paulo Dybala       | 15 Novembre 1993 (24 anys) | 12      | 0    | Juventus            |
| 22     | MF      | Cristian Pavón     | 21 Gener 1996 (22 anys)    | 5       | 0    | Boca Juniors        |
| 23     | GK      | Willy Caballero    | 28 Setembre 1981 (36 anys) | 3       | 0    | Chelsea             |

### Croàcia
Entrenador: Zlatko Dalić
| Dorsal | Posició | Jugador           | Data de naixement/edat     | Partits | Gols | Club                  |
| ------ | ------- | ----------------- | -------------------------- | ------- | ---- | --------------------- |
| 1      | GK      | Dominik Livaković | 9 Gener 1995 (23 anys)     | 1       | 0    | Dinamo Zagreb         |
| 2      | DF      | Šime Vrsaljko     | 10 Gener 1992 (26 anys)    | 35      | 0    | Atlético Madrid       |
| 3      | DF      | Ivan Strinić      | 17 Juliol 1987 (30 anys)   | 43      | 0    | Sampdoria             |
| 4      | FW      | Ivan Perišić      | 2 Febrer 1989 (29 anys)    | 66      | 18   | Inter Milan           |
| 5      | DF      | Vedran Ćorluka    | 5 Febrer 1986 (32 anys)    | 99      | 4    | Lokomotiv Moscow      |
| 6      | DF      | Dejan Lovren      | 5 Juliol 1989 (28 anys)    | 39      | 2    | Liverpool             |
| 7      | MF      | Ivan Rakitić      | 10 Març 1988 (30 anys)     | 92      | 14   | Barcelona             |
| 8      | MF      | Mateo Kovačić     | 6 Maig 1994 (24 anys)      | 41      | 1    | Reial Madrid          |
| 9      | FW      | Andrej Kramarić   | 19 Juny 1991 (26 anys)     | 31      | 9    | 1899 Hoffenheim       |
| 10     | MF      | Luka Modrić       | 9 Setembre 1985 (32 anys)  | 106     | 12   | Reial Madrid (capità) |
| 11     | MF      | Marcelo Brozović  | 16 Novembre 1992 (25 anys) | 35      | 6    | Inter Milan           |
| 12     | GK      | Lovre Kalinić     | 3 Abril 1990 (28 anys)     | 11      | 0    | Gent                  |
| 13     | DF      | Tin Jedvaj        | 28 Novembre 1995 (22 anys) | 12      | 0    | Bayer Leverkusen      |
| 14     | MF      | Filip Bradarić    | 11 Gener 1992 (26 anys)    | 4       | 0    | Rijeka                |
| 15     | DF      | Duje Ćaleta-Car   | 17 Setembre 1996 (21 anys) | 1       | 0    | Red Bull Salzburg     |
| 16     | FW      | Nikola Kalinić    | 5 Gener 1988 (30 anys)     | 42      | 15   | Milan                 |
| 17     | FW      | Mario Mandžukić   | 21 Maig 1986 (32 anys)     | 83      | 30   | Juventus              |
| 18     | FW      | Ante Rebić        | 21 Setembre 1993 (24 anys) | 16      | 1    | Eintracht Frankfurt   |
| 19     | MF      | Milan Badelj      | 25 Febrer 1989 (29 anys)   | 38      | 1    | Fiorentina            |
| 20     | FW      | Marko Pjaca       | 6 Maig 1995 (23 anys)      | 16      | 1    | Schalke 04            |
| 21     | DF      | Domagoj Vida      | 29 Abril 1989 (29 anys)    | 59      | 2    | Beşiktaş              |
| 22     | DF      | Josip Pivarić     | 30 Gener 1989 (29 anys)    | 19      | 0    | Dynamo Kyiv           |
| 23     | GK      | Danijel Subašić   | 27 Octubre 1984 (33 anys)  | 38      | 0    | Monaco                |

### Islàndia
Entrenador: Heimir Hallgrímsson
| Dorsal | Posició | Jugador                    | Data de naixement/edat     | Partits | Gols | Club                  |
| ------ | ------- | -------------------------- | -------------------------- | ------- | ---- | --------------------- |
| 1      | GK      | Hannes Þór Halldórsson     | 27 Abril 1984 (34 anys)    | 49      | 0    | Randers               |
| 2      | DF      | Birkir Már Sævarsson       | 11 Novembre 1984 (33 anys) | 79      | 1    | Valur                 |
| 3      | MF      | Samúel Friðjónsson         | 22 Febrer 1996 (22 anys)   | 4       | 0    | Vålerenga             |
| 4      | MF      | Albert Guðmundsson         | 15 Juny 1997 (20 anys)     | 5       | 3    | PSV Eindhoven         |
| 5      | DF      | Sverrir Ingi Ingason       | 5 Agost 1993 (24 anys)     | 20      | 3    | Rostov                |
| 6      | DF      | Ragnar Sigurðsson          | 19 Juny 1986 (31 anys)     | 77      | 3    | Rostov                |
| 7      | MF      | Jóhann Berg Guðmundsson    | 27 Octubre 1990 (27 anys)  | 67      | 7    | Burnley               |
| 8      | MF      | Birkir Bjarnason           | 27 Maig 1988 (30 anys)     | 67      | 9    | Aston Villa           |
| 9      | FW      | Björn Bergmann Sigurðarson | 26 Febrer 1991 (27 anys)   | 12      | 1    | Rostov                |
| 10     | MF      | Gylfi Sigurðsson           | 8 Setembre 1989 (28 anys)  | 57      | 19   | Everton               |
| 11     | FW      | Alfreð Finnbogason         | 1 Febrer 1989 (29 anys)    | 47      | 13   | FC Augsburg           |
| 12     | GK      | Frederik Schram            | 19 Gener 1995 (23 anys)    | 4       | 0    | Roskilde              |
| 13     | GK      | Rúnar Alex Rúnarsson       | 18 Febrer 1995 (23 anys)   | 3       | 0    | Nordsjælland          |
| 14     | DF      | Kári Árnason               | 13 Octubre 1982 (35 anys)  | 67      | 5    | Aberdeen              |
| 15     | DF      | Hólmar Örn Eyjólfsson      | 6 Agost 1990 (27 anys)     | 10      | 1    | Levski Sofia          |
| 16     | MF      | Ólafur Ingi Skúlason       | 1 Abril 1983 (35 anys)     | 36      | 1    | Kardemir Karabükspor  |
| 17     | MF      | Aron Gunnarsson            | 22 Abril 1989 (29 anys)    | 77      | 2    | Cardiff City (capità) |
| 18     | DF      | Hörður Björgvin Magnússon  | 11 Febrer 1993 (25 anys)   | 16      | 2    | Bristol City          |
| 19     | MF      | Rúrik Gíslason             | 25 Febrer 1988 (30 anys)   | 47      | 3    | SV Sandhausen         |
| 20     | MF      | Emil Hallfreðsson          | 29 Juny 1984 (33 anys)     | 64      | 1    | Udinese               |
| 21     | MF      | Arnór Ingvi Traustason     | 30 Abril 1993 (25 anys)    | 19      | 5    | Malmö                 |
| 22     | FW      | Jón Daði Böðvarsson        | 25 Maig 1992 (26 anys)     | 38      | 2    | Reading               |
| 23     | DF      | Ari Freyr Skúlason         | 14 Maig 1987 (31 anys)     | 56      | 0    | Lokeren               |

### Nigèria
Entrenador:  Gernot Rohr
| Dorsal | Posició | Jugador              | Data de naixement/edat     | Partits | Gols | Club                  |
| ------ | ------- | -------------------- | -------------------------- | ------- | ---- | --------------------- |
| 1      | GK      | Ikechukwu Ezenwa     | 16 Octubre 1988 (29 anys)  | 24      | 0    | Enyimba               |
| 2      | DF      | Brian Idowu          | 18 Maig 1992 (26 anys)     | 5       | 1    | Amkar Perm            |
| 3      | DF      | Elderson Echiéjilé   | 20 Gener 1988 (30 anys)    | 62      | 3    | Cercle Brugge         |
| 4      | MF      | Wilfred Ndidi        | 16 Desembre 1996 (21 anys) | 17      | 0    | Leicester City        |
| 5      | DF      | William Troost-Ekong | 1 Setembre 1993 (24 anys)  | 22      | 1    | Bursaspor             |
| 6      | DF      | Leon Balogun         | 28 Juny 1988 (29 anys)     | 19      | 0    | Mainz 05              |
| 7      | FW      | Ahmed Musa           | 14 Octubre 1992 (25 anys)  | 72      | 13   | CSKA Moscow           |
| 8      | MF      | Oghenekaro Etebo     | 9 Novembre 1995 (22 anys)  | 14      | 1    | Las Palmas            |
| 9      | FW      | Odion Ighalo         | 16 Juny 1989 (28 anys)     | 19      | 4    | Changchun Yatai       |
| 10     | MF      | John Obi Mikel       | 22 Abril 1987 (31 anys)    | 85      | 6    | Tianjin TEDA (capità) |
| 11     | FW      | Victor Moses         | 12 Desembre 1990 (27 anys) | 34      | 11   | Chelsea               |
| 12     | DF      | Shehu Abdullahi      | 12 Març 1993 (25 anys)     | 25      | 0    | Bursaspor             |
| 13     | FW      | Simeon Nwankwo       | 7 Maig 1992 (26 anys)      | 2       | 0    | Crotone               |
| 14     | FW      | Kelechi Iheanacho    | 10 Març 1996 (22 anys)     | 18      | 8    | Leicester City        |
| 15     | MF      | Joel Obi             | 22 Maig 1991 (27 anys)     | 17      | 0    | Torino                |
| 16     | GK      | Daniel Akpeyi        | 8 Març 1986 (32 anys)      | 7       | 0    | Chippa United         |
| 17     | MF      | Ogenyi Onazi         | 25 Desembre 1992 (25 anys) | 52      | 1    | Trabzonspor           |
| 18     | FW      | Alex Iwobi           | 3 Maig 1996 (22 anys)      | 19      | 5    | Arsenal               |
| 19     | MF      | John Ogu             | 20 Abril 1988 (30 anys)    | 20      | 2    | Hapoel Be'er Sheva    |
| 20     | DF      | Chidozie Awaziem     | 1 Gener 1997 (21 anys)     | 4       | 0    | Nantes                |
| 21     | DF      | Tyronne Ebuehi       | 16 Desembre 1995 (22 anys) | 7       | 0    | ADO Den Haag          |
| 22     | DF      | Kenneth Omeruo       | 17 Octubre 1993 (24 anys)  | 39      | 0    | Kasımpaşa             |
| 23     | GK      | Francis Uzoho        | 28 Octubre 1998 (19 anys)  | 6       | 0    | Deportivo La Coruña   |

## Grup E

### Brasil
Entrenador: Tite
| Dorsal | Posició | Jugador           | Data de naixement/edat     | Partits | Gols | Club                         |
| ------ | ------- | ----------------- | -------------------------- | ------- | ---- | ---------------------------- |
| 1      | GK      | Alisson           | 2 Octubre 1992 (25 anys)   | 26      | 0    | Roma                         |
| 2      | DF      | Thiago Silva      | 22 Setembre 1984 (33 anys) | 71      | 5    | Paris Saint-Germain          |
| 3      | DF      | Miranda           | 7 Setembre 1984 (33 anys)  | 47      | 2    | Inter Milan                  |
| 4      | DF      | Pedro Geromel     | 21 Setembre 1985 (32 anys) | 2       | 0    | Grêmio                       |
| 5      | MF      | Casemiro          | 23 Febrer 1992 (26 anys)   | 24      | 0    | Reial Madrid                 |
| 6      | DF      | Filipe Luís       | 9 Agost 1985 (32 anys)     | 33      | 2    | Atlético Madrid              |
| 7      | FW      | Douglas Costa     | 14 Setembre 1990 (27 anys) | 25      | 3    | Juventus                     |
| 8      | MF      | Renato Augusto    | 8 Febrer 1988 (30 anys)    | 28      | 5    | Beijing Sinobo Guoan         |
| 9      | FW      | Gabriel Jesus     | 3 Abril 1997 (21 anys)     | 17      | 10   | Manchester City              |
| 10     | FW      | Neymar            | 5 Febrer 1992 (26 anys)    | 85      | 55   | Paris Saint-Germain (capità) |
| 11     | MF      | Philippe Coutinho | 12 Juny 1992 (26 anys)     | 37      | 10   | Barcelona                    |
| 12     | DF      | Marcelo           | 12 Maig 1988 (30 anys)     | 54      | 6    | Reial Madrid                 |
| 13     | DF      | Marquinhos        | 14 Maig 1994 (24 anys)     | 26      | 0    | Paris Saint-Germain          |
| 14     | DF      | Danilo            | 15 Juliol 1991 (26 anys)   | 18      | 0    | Manchester City              |
| 15     | MF      | Paulinho          | 25 Juliol 1988 (29 anys)   | 50      | 12   | Barcelona                    |
| 16     | GK      | Cássio            | 6 Juny 1987 (31 anys)      | 1       | 0    | Corinthians                  |
| 17     | MF      | Fernandinho       | 4 Maig 1985 (33 anys)      | 44      | 2    | Manchester City              |
| 18     | MF      | Fred              | 5 Març 1993 (25 anys)      | 8       | 0    | Shakhtar Donetsk             |
| 19     | MF      | Willian           | 9 Agost 1988 (29 anys)     | 57      | 8    | Chelsea                      |
| 20     | FW      | Roberto Firmino   | 2 Octubre 1991 (26 anys)   | 21      | 6    | Liverpool                    |
| 21     | FW      | Taison            | 13 Gener 1988 (30 anys)    | 8       | 1    | Shakhtar Donetsk             |
| 22     | DF      | Fagner            | 11 Juny 1989 (29 anys)     | 4       | 0    | Corinthians                  |
| 23     | GK      | Ederson           | 17 Agost 1993 (24 anys)    | 1       | 0    | Manchester City              |

### Costa Rica
Entrenador: Óscar Ramírez
| Dorsal | Posició | Jugador            | Data de naixement/edat     | Partits | Gols | Club                   |
| ------ | ------- | ------------------ | -------------------------- | ------- | ---- | ---------------------- |
| 1      | GK      | Keylor Navas       | 15 Desembre 1986 (31 anys) | 81      | 0    | Reial Madrid           |
| 2      | DF      | Johnny Acosta      | 21 Juliol 1983 (34 anys)   | 69      | 2    | Águilas Doradas        |
| 3      | DF      | Giancarlo González | 8 Febrer 1988 (30 anys)    | 70      | 2    | Bologna                |
| 4      | DF      | Ian Smith          | 6 Març 1998 (20 anys)      | 4       | 0    | Norrköping             |
| 5      | MF      | Celso Borges       | 27 Maig 1988 (30 anys)     | 113     | 21   | Deportivo La Coruña    |
| 6      | DF      | Óscar Duarte       | 3 Juny 1989 (29 anys)      | 39      | 2    | Espanyol               |
| 7      | MF      | Christian Bolaños  | 17 Maig 1984 (34 anys)     | 81      | 6    | Saprissa               |
| 8      | DF      | Bryan Oviedo       | 18 Febrer 1990 (28 anys)   | 44      | 1    | Sunderland             |
| 9      | MF      | Daniel Colindres   | 10 Gener 1985 (33 anys)    | 11      | 0    | Saprissa               |
| 10     | MF      | Bryan Ruiz         | 18 Agost 1985 (32 anys)    | 110     | 24   | Sporting CP (capità)   |
| 11     | FW      | Johan Venegas      | 27 Novembre 1988 (29 anys) | 47      | 10   | Saprissa               |
| 12     | FW      | Joel Campbell      | 26 Juny 1992 (25 anys)     | 77      | 15   | Real Betis             |
| 13     | MF      | Rodney Wallace     | 17 Juny 1988 (29 anys)     | 30      | 4    | New York City FC       |
| 14     | MF      | Randall Azofeifa   | 30 Desembre 1984 (33 anys) | 58      | 3    | Herediano              |
| 15     | DF      | Francisco Calvo    | 8 Juliol 1992 (25 anys)    | 38      | 4    | Minnesota United       |
| 16     | DF      | Cristian Gamboa    | 24 Octubre 1989 (28 anys)  | 68      | 3    | Celtic                 |
| 17     | MF      | Yeltsin Tejeda     | 17 Març 1992 (26 anys)     | 51      | 0    | Lausanne               |
| 18     | GK      | Patrick Pemberton  | 24 Abril 1982 (36 anys)    | 39      | 0    | Alajuelense            |
| 19     | DF      | Kendall Waston     | 1 Gener 1988 (30 anys)     | 26      | 3    | Vancouver Whitecaps FC |
| 20     | MF      | David Guzmán       | 18 Febrer 1990 (28 anys)   | 43      | 0    | Portland Timbers       |
| 21     | FW      | Marco Ureña        | 5 Març 1990 (28 anys)      | 64      | 15   | Los Angeles FC         |
| 22     | DF      | Kenner Gutiérrez   | 9 Juny 1989 (29 anys)      | 9       | 0    | Alajuelense            |
| 23     | GK      | Leonel Moreira     | 2 Abril 1990 (28 anys)     | 9       | 0    | Herediano              |

### Sèrbia
Entrenador: Mladen Krstajić
| Dorsal | Posició | Jugador                 | Data de naixement/edat     | Partits | Gols | Club                   |
| ------ | ------- | ----------------------- | -------------------------- | ------- | ---- | ---------------------- |
| 1      | GK      | Vladimir Stojković      | 28 Juliol 1983 (34 anys)   | 81      | 0    | Partizan               |
| 2      | DF      | Antonio Rukavina        | 26 Gener 1984 (34 anys)    | 47      | 0    | Vila-real              |
| 3      | DF      | Duško Tošić             | 19 Gener 1985 (33 anys)    | 24      | 1    | Beşiktaş               |
| 4      | MF      | Luka Milivojević        | 7 Abril 1991 (27 anys)     | 28      | 1    | Crystal Palace         |
| 5      | DF      | Uroš Spajić             | 13 Febrer 1993 (25 anys)   | 5       | 0    | Anderlecht             |
| 6      | DF      | Branislav Ivanović      | 22 Febrer 1984 (34 anys)   | 103     | 13   | Zenit Saint Petersburg |
| 7      | MF      | Andrija Živković        | 11 Juliol 1996 (21 anys)   | 10      | 0    | Benfica                |
| 8      | FW      | Aleksandar Prijović     | 21 Abril 1990 (28 anys)    | 9       | 1    | PAOK                   |
| 9      | FW      | Aleksandar Mitrović     | 16 Setembre 1994 (23 anys) | 37      | 16   | Fulham                 |
| 10     | MF      | Dušan Tadić             | 20 Novembre 1988 (29 anys) | 53      | 13   | Southampton            |
| 11     | DF      | Aleksandar Kolarov      | 10 Novembre 1985 (32 anys) | 76      | 10   | Roma (capità)          |
| 12     | GK      | Predrag Rajković        | 31 Octubre 1995 (22 anys)  | 8       | 0    | Maccabi Tel Aviv       |
| 13     | DF      | Miloš Veljković         | 26 Setembre 1995 (22 anys) | 2       | 0    | Werder Bremen          |
| 14     | DF      | Milan Rodić             | 2 Abril 1991 (27 anys)     | 1       | 0    | Estrella Roja Belgrad  |
| 15     | DF      | Nikola Milenković       | 12 Octubre 1997 (20 anys)  | 3       | 0    | Fiorentina             |
| 16     | MF      | Marko Grujić            | 13 Abril 1996 (22 anys)    | 8       | 0    | Cardiff City           |
| 17     | MF      | Filip Kostić            | 1 Novembre 1992 (25 anys)  | 23      | 2    | Hamburger SV           |
| 18     | FW      | Nemanja Radonjić        | 15 Febrer 1996 (22 anys)   | 3       | 0    | Estrella Roja Belgrad  |
| 19     | FW      | Luka Jović              | 23 Desembre 1997 (20 anys) | 1       | 0    | Eintracht Frankfurt    |
| 20     | MF      | Sergej Milinković-Savić | 27 Febrer 1995 (23 anys)   | 4       | 0    | Lazio                  |
| 21     | MF      | Nemanja Matić           | 1 Agost 1988 (29 anys)     | 40      | 2    | Manchester United      |
| 22     | MF      | Adem Ljajić             | 29 Setembre 1991 (26 anys) | 29      | 6    | Torino                 |
| 23     | GK      | Marko Dmitrović         | 24 Gener 1992 (26 anys)    | 2       | 0    | Eibar                  |

### Suïssa
Entrenador: Vladimir Petković
| Dorsal | Posició | Jugador              | Data de naixement/edat     | Partits | Gols | Club                     |
| ------ | ------- | -------------------- | -------------------------- | ------- | ---- | ------------------------ |
| 1      | GK      | Yann Sommer          | 17 Desembre 1988 (29 anys) | 35      | 0    | Borussia Mönchengladbach |
| 2      | DF      | Stephan Lichtsteiner | 16 Gener 1984 (34 anys)    | 100     | 8    | Juventus (capità)        |
| 3      | DF      | François Moubandje   | 21 Juny 1990 (27 anys)     | 18      | 0    | Toulouse                 |
| 4      | DF      | Nico Elvedi          | 30 Setembre 1996 (21 anys) | 6       | 0    | Borussia Mönchengladbach |
| 5      | DF      | Manuel Akanji        | 19 Juliol 1995 (22 anys)   | 7       | 0    | Borussia Dortmund        |
| 6      | DF      | Michael Lang         | 8 Febrer 1991 (27 anys)    | 24      | 2    | Basel                    |
| 7      | FW      | Breel Embolo         | 14 Febrer 1997 (21 anys)   | 25      | 3    | Schalke 04               |
| 8      | MF      | Remo Freuler         | 15 Abril 1992 (26 anys)    | 10      | 0    | Atalanta                 |
| 9      | FW      | Haris Seferović      | 22 Febrer 1992 (26 anys)   | 51      | 12   | Benfica                  |
| 10     | MF      | Granit Xhaka         | 27 Setembre 1992 (25 anys) | 62      | 9    | Arsenal                  |
| 11     | MF      | Valon Behrami        | 19 Abril 1985 (33 anys)    | 79      | 2    | Udinese                  |
| 12     | GK      | Yvon Mvogo           | 6 Juny 1994 (24 anys)      | 0       | 0    | RB Leipzig               |
| 13     | DF      | Ricardo Rodríguez    | 25 Agost 1992 (25 anys)    | 53      | 5    | Milan                    |
| 14     | MF      | Steven Zuber         | 17 Agost 1991 (26 anys)    | 12      | 3    | 1899 Hoffenheim          |
| 15     | MF      | Blerim Džemaili      | 12 Abril 1986 (32 anys)    | 65      | 9    | Bologna                  |
| 16     | MF      | Gelson Fernandes     | 2 Setembre 1986 (31 anys)  | 67      | 2    | Eintracht Frankfurt      |
| 17     | MF      | Denis Zakaria        | 20 Novembre 1996 (21 anys) | 10      | 0    | Borussia Mönchengladbach |
| 18     | FW      | Mario Gavranović     | 24 Novembre 1989 (28 anys) | 14      | 5    | Dinamo Zagreb            |
| 19     | FW      | Josip Drmić          | 8 Agost 1992 (25 anys)     | 29      | 9    | Borussia Mönchengladbach |
| 20     | DF      | Johan Djourou        | 18 Gener 1987 (31 anys)    | 74      | 2    | Antalyaspor              |
| 21     | GK      | Roman Bürki          | 14 Novembre 1990 (27 anys) | 9       | 0    | Borussia Dortmund        |
| 22     | DF      | Fabian Schär         | 20 Desembre 1991 (26 anys) | 39      | 7    | Deportivo La Coruña      |
| 23     | MF      | Xherdan Shaqiri      | 10 Octubre 1991 (26 anys)  | 70      | 20   | Stoke City               |

## Grup F

### Alemanya
Entrenador: Joachim Löw
| Dorsal | Posició | Jugador               | Data de naixement/edat     | Partits | Gols | Club                     |
| ------ | ------- | --------------------- | -------------------------- | ------- | ---- | ------------------------ |
| 1      | GK      | Manuel Neuer          | 27 Març 1986 (32 anys)     | 76      | 0    | Bayern de Múnic (capità) |
| 2      | DF      | Marvin Plattenhardt   | 26 Gener 1992 (26 anys)    | 6       | 0    | Hertha BSC               |
| 3      | DF      | Jonas Hector          | 27 Maig 1990 (28 anys)     | 38      | 3    | 1. FC Köln               |
| 4      | DF      | Matthias Ginter       | 19 Gener 1994 (24 anys)    | 18      | 0    | Borussia Mönchengladbach |
| 5      | DF      | Mats Hummels          | 16 Desembre 1988 (29 anys) | 64      | 5    | Bayern de Múnic          |
| 6      | MF      | Sami Khedira          | 4 Abril 1987 (31 anys)     | 75      | 7    | Juventus                 |
| 7      | MF      | Julian Draxler        | 20 Setembre 1993 (24 anys) | 44      | 6    | Paris Saint-Germain      |
| 8      | MF      | Toni Kroos            | 4 Gener 1990 (28 anys)     | 83      | 12   | Reial Madrid             |
| 9      | FW      | Timo Werner           | 6 Març 1996 (22 anys)      | 14      | 8    | RB Leipzig               |
| 10     | MF      | Mesut Özil            | 15 Octubre 1988 (29 anys)  | 90      | 23   | Arsenal                  |
| 11     | FW      | Marco Reus            | 31 Maig 1989 (29 anys)     | 31      | 9    | Borussia Dortmund        |
| 12     | GK      | Kevin Trapp           | 8 Juliol 1990 (27 anys)    | 3       | 0    | Paris Saint-Germain      |
| 13     | MF      | Thomas Müller         | 13 Setembre 1989 (28 anys) | 91      | 38   | Bayern de Múnic          |
| 14     | MF      | Leon Goretzka         | 6 Febrer 1995 (23 anys)    | 15      | 6    | Schalke 04               |
| 15     | DF      | Niklas Süle           | 3 Setembre 1995 (22 anys)  | 11      | 0    | Bayern de Múnic          |
| 16     | DF      | Antonio Rüdiger       | 3 Març 1993 (25 anys)      | 24      | 1    | Chelsea                  |
| 17     | DF      | Jérôme Boateng        | 3 Setembre 1988 (29 anys)  | 71      | 1    | Bayern de Múnic          |
| 18     | DF      | Joshua Kimmich        | 8 Febrer 1995 (23 anys)    | 29      | 3    | Bayern de Múnic          |
| 19     | MF      | Sebastian Rudy        | 28 Febrer 1990 (28 anys)   | 25      | 1    | Bayern de Múnic          |
| 20     | MF      | Julian Brandt         | 2 Maig 1996 (22 anys)      | 16      | 1    | Bayer Leverkusen         |
| 21     | MF      | İlkay Gündoğan        | 24 Octubre 1990 (27 anys)  | 26      | 4    | Manchester City          |
| 22     | GK      | Marc-André ter Stegen | 30 Abril 1992 (26 anys)    | 20      | 0    | Barcelona                |
| 23     | FW      | Mario Gómez           | 10 Juliol 1985 (32 anys)   | 75      | 31   | VfB Stuttgart            |

### Mèxic
Entrenador:  Juan Carlos Osorio
| Dorsal | Posició | Jugador              | Data de naixement/edat     | Partits | Gols | Club                |
| ------ | ------- | -------------------- | -------------------------- | ------- | ---- | ------------------- |
| 1      | GK      | José de Jesús Corona | 26 Gener 1981 (37 anys)    | 52      | 0    | Cruz Azul           |
| 2      | DF      | Hugo Ayala           | 31 Març 1987 (31 anys)     | 43      | 1    | UANL                |
| 3      | DF      | Carlos Salcedo       | 29 Setembre 1993 (24 anys) | 21      | 0    | Eintracht Frankfurt |
| 4      | DF      | Rafael Márquez       | 13 Febrer 1979 (39 anys)   | 145     | 18   | Atlas               |
| 5      | MF      | Érick Gutiérrez      | 15 Juny 1995 (22 anys)     | 9       | 0    | Pachuca             |
| 6      | MF      | Jonathan dos Santos  | 26 Abril 1990 (28 anys)    | 32      | 0    | LA Galaxy           |
| 7      | MF      | Miguel Layún         | 25 Juny 1988 (29 anys)     | 64      | 6    | Sevilla             |
| 8      | FW      | Marco Fabián         | 21 Juliol 1989 (28 anys)   | 39      | 9    | Eintracht Frankfurt |
| 9      | FW      | Raúl Jiménez         | 5 Maig 1991 (27 anys)      | 63      | 13   | Benfica             |
| 10     | MF      | Giovani dos Santos   | 11 Maig 1989 (29 anys)     | 105     | 19   | LA Galaxy           |
| 11     | FW      | Carlos Vela          | 1 Març 1989 (29 anys)      | 68      | 18   | Los Angeles FC      |
| 12     | GK      | Alfredo Talavera     | 18 Setembre 1982 (35 anys) | 27      | 0    | Toluca              |
| 13     | GK      | Guillermo Ochoa      | 13 Juliol 1985 (32 anys)   | 94      | 0    | Standard Liège      |
| 14     | FW      | Javier Hernández     | 1 Juny 1988 (30 anys)      | 102     | 49   | West Ham United     |
| 15     | DF      | Héctor Moreno        | 17 Gener 1988 (30 anys)    | 92      | 3    | Reial Societat      |
| 16     | DF      | Héctor Herrera       | 19 Abril 1990 (28 anys)    | 66      | 5    | Porto               |
| 17     | MF      | Jesús Manuel Corona  | 6 Gener 1993 (25 anys)     | 36      | 7    | Porto               |
| 18     | MF      | Andrés Guardado      | 28 Setembre 1986 (31 anys) | 145     | 25   | Real Betis (capità) |
| 19     | FW      | Oribe Peralta        | 12 Gener 1984 (34 anys)    | 67      | 26   | América             |
| 20     | MF      | Javier Aquino        | 11 Febrer 1990 (28 anys)   | 53      | 0    | UANL                |
| 21     | DF      | Edson Álvarez        | 24 Octubre 1997 (20 anys)  | 13      | 1    | América             |
| 22     | FW      | Hirving Lozano       | 30 Juliol 1995 (22 anys)   | 28      | 7    | PSV Eindhoven       |
| 23     | MF      | Jesús Gallardo       | 15 Agost 1994 (23 anys)    | 23      | 0    | UNAM                |

### Corea del Sud
Entrenador: Shin Tae-yong
| Dorsal | Posició | Jugador         | Data de naixement/edat     | Partits | Gols | Club                   |
| ------ | ------- | --------------- | -------------------------- | ------- | ---- | ---------------------- |
| 1      | GK      | Kim Seung-gyu   | 30 Setembre 1990 (27 anys) | 33      | 0    | Vissel Kobe            |
| 2      | DF      | Lee Yong        | 24 Desembre 1986 (31 anys) | 28      | 0    | Jeonbuk Hyundai Motors |
| 3      | DF      | Jung Seung-hyun | 3 Abril 1994 (24 anys)     | 6       | 0    | Sagan Tosu             |
| 4      | DF      | Oh Ban-suk      | 20 Maig 1988 (30 anys)     | 2       | 0    | Jeju United            |
| 5      | DF      | Yun Young-sun   | 4 Octubre 1988 (29 anys)   | 6       | 0    | Seongnam FC            |
| 6      | DF      | Park Joo-ho     | 16 Gener 1987 (31 anys)    | 36      | 0    | Ulsan Hyundai          |
| 7      | FW      | Son Heung-min   | 8 Juliol 1992 (25 anys)    | 67      | 21   | Tottenham Hotspur      |
| 8      | MF      | Ju Se-jong      | 30 Octubre 1990 (27 anys)  | 11      | 1    | Asan Mugunghwa         |
| 9      | FW      | Kim Shin-wook   | 14 Abril 1988 (30 anys)    | 50      | 10   | Jeonbuk Hyundai Motors |
| 10     | MF      | Lee Seung-woo   | 6 Gener 1998 (20 anys)     | 4       | 0    | Hellas Verona          |
| 11     | FW      | Hwang Hee-chan  | 26 Gener 1996 (22 anys)    | 14      | 2    | Red Bull Salzburg      |
| 12     | DF      | Kim Min-woo     | 25 Febrer 1990 (28 anys)   | 20      | 1    | Sangju Sangmu          |
| 13     | MF      | Koo Ja-cheol    | 27 Febrer 1989 (29 anys)   | 68      | 19   | FC Augsburg            |
| 14     | DF      | Hong Chul       | 17 Setembre 1990 (27 anys) | 14      | 0    | Sangju Sangmu          |
| 15     | MF      | Jung Woo-young  | 14 Desembre 1989 (28 anys) | 30      | 1    | Vissel Kobe            |
| 16     | MF      | Ki Sung-yueng   | 24 Gener 1989 (29 anys)    | 102     | 10   | Swansea City (capità)  |
| 17     | MF      | Lee Jae-sung    | 10 Agost 1992 (25 anys)    | 35      | 6    | Jeonbuk Hyundai Motors |
| 18     | MF      | Moon Seon-min   | 9 Juny 1992 (26 anys)      | 3       | 1    | Incheon United         |
| 19     | DF      | Kim Young-gwon  | 27 Febrer 1990 (28 anys)   | 53      | 2    | Guangzhou Evergrande   |
| 20     | DF      | Jang Hyun-soo   | 28 Setembre 1991 (26 anys) | 51      | 3    | FC Tokyo               |
| 21     | GK      | Kim Jin-hyeon   | 6 Juliol 1987 (30 anys)    | 15      | 0    | Cerezo Osaka           |
| 22     | DF      | Go Yo-han       | 10 Març 1988 (30 anys)     | 20      | 0    | FC Seoul               |
| 23     | GK      | Cho Hyun-woo    | 25 Setembre 1991 (26 anys) | 6       | 0    | Daegu FC               |

### Suècia
Entrenador: Janne Andersson
| Dorsal | Posició | Jugador              | Data de naixement/edat     | Partits | Gols | Club                |
| ------ | ------- | -------------------- | -------------------------- | ------- | ---- | ------------------- |
| 1      | GK      | Robin Olsen          | 8 Gener 1990 (28 anys)     | 18      | 0    | Copenhagen          |
| 2      | DF      | Mikael Lustig        | 13 Desembre 1986 (31 anys) | 66      | 6    | Celtic              |
| 3      | DF      | Victor Lindelöf      | 17 Juliol 1994 (23 anys)   | 21      | 1    | Manchester United   |
| 4      | DF      | Andreas Granqvist    | 16 Abril 1985 (33 anys)    | 72      | 6    | Krasnodar (capità)  |
| 5      | DF      | Martin Olsson        | 17 Maig 1988 (30 anys)     | 43      | 5    | Swansea City        |
| 6      | DF      | Ludwig Augustinsson  | 21 Abril 1994 (24 anys)    | 15      | 0    | Werder Bremen       |
| 7      | MF      | Sebastian Larsson    | 6 Juny 1985 (33 anys)      | 100     | 6    | Hull City           |
| 8      | MF      | Albin Ekdal          | 28 Juliol 1989 (28 anys)   | 34      | 0    | Hamburger SV        |
| 9      | FW      | Marcus Berg          | 17 Agost 1986 (31 anys)    | 57      | 18   | Al Ain              |
| 10     | MF      | Emil Forsberg        | 23 Octubre 1991 (26 anys)  | 36      | 6    | RB Leipzig          |
| 11     | FW      | John Guidetti        | 15 Abril 1992 (26 anys)    | 20      | 1    | Alavés              |
| 12     | GK      | Karl-Johan Johnsson  | 28 Gener 1990 (28 anys)    | 5       | 0    | Guingamp            |
| 13     | MF      | Gustav Svensson      | 7 Febrer 1987 (31 anys)    | 13      | 0    | Seattle Sounders FC |
| 14     | DF      | Filip Helander       | 22 Abril 1993 (25 anys)    | 4       | 0    | Bologna             |
| 15     | MF      | Oscar Hiljemark      | 28 Juny 1992 (25 anys)     | 22      | 2    | Genoa               |
| 16     | DF      | Emil Krafth          | 2 Agost 1994 (23 anys)     | 13      | 0    | Bologna             |
| 17     | MF      | Viktor Claesson      | 2 Gener 1992 (26 anys)     | 22      | 3    | Krasnodar           |
| 18     | DF      | Pontus Jansson       | 13 Febrer 1991 (27 anys)   | 15      | 0    | Leeds United        |
| 19     | MF      | Marcus Rohdén        | 11 Maig 1991 (27 anys)     | 12      | 1    | Crotone             |
| 20     | FW      | Ola Toivonen         | 3 Juliol 1986 (31 anys)    | 59      | 13   | Toulouse            |
| 21     | MF      | Jimmy Durmaz         | 22 Març 1989 (29 anys)     | 45      | 3    | Toulouse            |
| 22     | FW      | Isaac Kiese Thelin   | 24 Juny 1992 (25 anys)     | 20      | 2    | Waasland-Beveren    |
| 23     | GK      | Kristoffer Nordfeldt | 23 Juny 1989 (28 anys)     | 8       | 0    | Swansea City        |

## Grup G

### Bèlgica
Entrenador:  Robert Martínez
| Dorsal | Posició | Jugador            | Data de naixement/edat     | Partits | Gols | Club                     |
| ------ | ------- | ------------------ | -------------------------- | ------- | ---- | ------------------------ |
| 1      | GK      | Thibaut Courtois   | 11 Maig 1992 (26 anys)     | 58      | 0    | Chelsea                  |
| 2      | DF      | Toby Alderweireld  | 2 Març 1989 (29 anys)      | 77      | 3    | Tottenham Hotspur        |
| 3      | DF      | Thomas Vermaelen   | 14 Novembre 1985 (32 anys) | 66      | 1    | Barcelona                |
| 4      | DF      | Vincent Kompany    | 10 Abril 1986 (32 anys)    | 77      | 4    | Manchester City          |
| 5      | DF      | Jan Vertonghen     | 24 Abril 1987 (31 anys)    | 102     | 8    | Tottenham Hotspur        |
| 6      | MF      | Axel Witsel        | 12 Gener 1989 (29 anys)    | 90      | 9    | Tianjin Quanjian         |
| 7      | MF      | Kevin De Bruyne    | 28 Juny 1991 (26 anys)     | 62      | 14   | Manchester City          |
| 8      | MF      | Marouane Fellaini  | 22 Novembre 1987 (30 anys) | 82      | 17   | Manchester United        |
| 9      | FW      | Romelu Lukaku      | 13 Maig 1993 (25 anys)     | 69      | 36   | Manchester United        |
| 10     | FW      | Eden Hazard        | 7 Gener 1991 (27 anys)     | 86      | 22   | Chelsea (capità)         |
| 11     | MF      | Yannick Carrasco   | 4 Setembre 1993 (24 anys)  | 26      | 5    | Dalian Yifang            |
| 12     | GK      | Simon Mignolet     | 6 Març 1988 (30 anys)      | 21      | 0    | Liverpool                |
| 13     | GK      | Koen Casteels      | 25 Juny 1992 (25 anys)     | 0       | 0    | VfL Wolfsburg            |
| 14     | FW      | Dries Mertens      | 6 Maig 1987 (31 anys)      | 69      | 14   | Napoli                   |
| 15     | DF      | Thomas Meunier     | 12 Setembre 1991 (26 anys) | 25      | 5    | Paris Saint-Germain      |
| 16     | MF      | Thorgan Hazard     | 29 Març 1993 (25 anys)     | 11      | 1    | Borussia Mönchengladbach |
| 17     | MF      | Youri Tielemans    | 7 Maig 1997 (21 anys)      | 9       | 0    | Monaco                   |
| 18     | FW      | Adnan Januzaj      | 5 Febrer 1995 (23 anys)    | 8       | 0    | Reial Societat           |
| 19     | MF      | Mousa Dembélé      | 16 Juliol 1987 (30 anys)   | 76      | 5    | Tottenham Hotspur        |
| 20     | DF      | Dedryck Boyata     | 28 Novembre 1990 (27 anys) | 7       | 0    | Celtic                   |
| 21     | FW      | Michy Batshuayi    | 2 Octubre 1993 (24 anys)   | 16      | 7    | Borussia Dortmund        |
| 22     | MF      | Nacer Chadli       | 2 Agost 1989 (28 anys)     | 45      | 5    | West Bromwich Albion     |
| 23     | DF      | Leander Dendoncker | 15 Abril 1995 (23 anys)    | 5       | 0    | Anderlecht               |

### Anglaterra
Entrenador: Gareth Southgate
| Dorsal | Posició | Jugador                | Data de naixement/edat     | Partits | Gols | Club                       |
| ------ | ------- | ---------------------- | -------------------------- | ------- | ---- | -------------------------- |
| 1      | GK      | Jordan Pickford        | 7 Març 1994 (24 anys)      | 3       | 0    | Everton                    |
| 2      | DF      | Kyle Walker            | 28 Maig 1990 (28 anys)     | 35      | 0    | Manchester City            |
| 3      | DF      | Danny Rose             | 2 Juliol 1990 (27 anys)    | 18      | 0    | Tottenham Hotspur          |
| 4      | MF      | Eric Dier              | 15 Gener 1994 (24 anys)    | 26      | 3    | Tottenham Hotspur          |
| 5      | DF      | John Stones            | 28 Maig 1994 (24 anys)     | 26      | 0    | Manchester City            |
| 6      | DF      | Harry Maguire          | 5 Març 1993 (25 anys)      | 5       | 0    | Leicester City             |
| 7      | MF      | Jesse Lingard          | 15 Desembre 1992 (25 anys) | 12      | 1    | Manchester United          |
| 8      | MF      | Jordan Henderson       | 17 Juny 1990 (27 anys)     | 39      | 0    | Liverpool                  |
| 9      | FW      | Harry Kane             | 28 Juliol 1993 (24 anys)   | 24      | 13   | Tottenham Hotspur (capità) |
| 10     | FW      | Raheem Sterling        | 8 Desembre 1994 (23 anys)  | 38      | 2    | Manchester City            |
| 11     | FW      | Jamie Vardy            | 11 Gener 1987 (31 anys)    | 22      | 7    | Leicester City             |
| 12     | DF      | Kieran Trippier        | 19 Setembre 1990 (27 anys) | 7       | 0    | Tottenham Hotspur          |
| 13     | GK      | Jack Butland           | 10 Març 1993 (25 anys)     | 8       | 0    | Stoke City                 |
| 14     | FW      | Danny Welbeck          | 26 Novembre 1990 (27 anys) | 39      | 16   | Arsenal                    |
| 15     | DF      | Gary Cahill            | 19 Desembre 1985 (32 anys) | 60      | 5    | Chelsea                    |
| 16     | DF      | Phil Jones             | 21 Febrer 1992 (26 anys)   | 25      | 0    | Manchester United          |
| 17     | DF      | Fabian Delph           | 21 Novembre 1989 (28 anys) | 11      | 0    | Manchester City            |
| 18     | DF      | Ashley Young           | 9 Juliol 1985 (32 anys)    | 34      | 7    | Manchester United          |
| 19     | FW      | Marcus Rashford        | 31 Octubre 1997 (20 anys)  | 19      | 3    | Manchester United          |
| 20     | MF      | Dele Alli              | 11 Abril 1996 (22 anys)    | 25      | 2    | Tottenham Hotspur          |
| 21     | MF      | Ruben Loftus-Cheek     | 23 Gener 1996 (22 anys)    | 4       | 0    | Crystal Palace             |
| 22     | DF      | Trent Alexander-Arnold | 7 Octubre 1998 (19 anys)   | 1       | 0    | Liverpool                  |
| 23     | GK      | Nick Pope              | 19 Abril 1992 (26 anys)    | 1       | 0    | Burnley                    |

### Panamà
Entrenador:  Hernán Darío Gómez
| Dorsal | Posició | Jugador              | Data de naixement/edat     | Partits | Gols | Club                 |
| ------ | ------- | -------------------- | -------------------------- | ------- | ---- | -------------------- |
| 1      | GK      | Jaime Penedo         | 26 Setembre 1981 (36 anys) | 131     | 0    | Dinamo București     |
| 2      | DF      | Michael Amir Murillo | 11 Febrer 1996 (22 anys)   | 22      | 2    | New York Red Bulls   |
| 3      | DF      | Harold Cummings      | 1 Març 1992 (26 anys)      | 52      | 0    | San Jose Earthquakes |
| 4      | DF      | Fidel Escobar        | 9 Gener 1995 (23 anys)     | 23      | 1    | New York Red Bulls   |
| 5      | DF      | Román Torres         | 20 Març 1986 (32 anys)     | 111     | 10   | Seattle Sounders FC  |
| 6      | MF      | Gabriel Gómez        | 29 Maig 1984 (34 anys)     | 144     | 12   | Atlético Bucaramanga |
| 7      | FW      | Blas Pérez           | 13 Març 1981 (37 anys)     | 118     | 43   | Municipal            |
| 8      | MF      | Édgar Bárcenas       | 23 Octubre 1993 (24 anys)  | 29      | 0    | Tapachula            |
| 9      | FW      | Gabriel Torres       | 31 Octubre 1988 (29 anys)  | 72      | 14   | Huachipato           |
| 10     | FW      | Ismael Díaz          | 12 Maig 1997 (21 anys)     | 11      | 2    | Deportivo Fabril     |
| 11     | MF      | Armando Cooper       | 26 Novembre 1987 (30 anys) | 98      | 7    | Universidad de Chile |
| 12     | GK      | José Calderón        | 14 Agost 1985 (32 anys)    | 31      | 0    | Chorrillo            |
| 13     | DF      | Adolfo Machado       | 14 Febrer 1985 (33 anys)   | 76      | 1    | Houston Dynamo       |
| 14     | MF      | Valentín Pimentel    | 30 Maig 1991 (27 anys)     | 23      | 1    | Plaza Amador         |
| 15     | DF      | Erick Davis          | 31 Març 1991 (27 anys)     | 38      | 0    | Dunajská Streda      |
| 16     | FW      | Abdiel Arroyo        | 13 Desembre 1993 (24 anys) | 33      | 5    | Alajuelense          |
| 17     | DF      | Luis Ovalle          | 7 Setembre 1988 (29 anys)  | 25      | 0    | CD Olimpia           |
| 18     | FW      | Luis Tejada          | 28 Març 1982 (36 anys)     | 105     | 43   | Sport Boys           |
| 19     | MF      | Ricardo Ávila        | 4 Febrer 1997 (21 anys)    | 5       | 0    | Gent                 |
| 20     | MF      | Aníbal Godoy         | 10 Febrer 1990 (28 anys)   | 88      | 1    | San Jose Earthquakes |
| 21     | MF      | José Luis Rodríguez  | 19 Juny 1998 (19 anys)     | 2       | 0    | Gent                 |
| 22     | GK      | Álex Rodríguez       | 5 Agost 1990 (27 anys)     | 6       | 0    | San Francisco        |
| 23     | DF      | Felipe Baloy         | 24 Febrer 1981 (37 anys)   | 102     | 3    | Municipal (capità)   |

### Tunísia
Entrenador: Nabil Maâloul
| Dorsal | Posició | Jugador                 | Data de naixement/edat     | Partits | Gols | Club              |
| ------ | ------- | ----------------------- | -------------------------- | ------- | ---- | ----------------- |
| 1      | GK      | Farouk Ben Mustapha     | 1 Juliol 1989 (28 anys)    | 15      | 0    | Al-Shabab         |
| 2      | DF      | Syam Ben Youssef        | 31 Març 1989 (29 anys)     | 42      | 1    | Kasımpaşa         |
| 3      | DF      | Yohan Benalouane        | 28 Març 1987 (31 anys)     | 4       | 0    | Leicester City    |
| 4      | DF      | Yassine Meriah          | 2 Juliol 1993 (24 anys)    | 16      | 1    | CS Sfaxien        |
| 5      | DF      | Oussama Haddadi         | 28 Gener 1992 (26 anys)    | 9       | 0    | Dijon             |
| 6      | DF      | Rami Bedoui             | 19 Gener 1990 (28 anys)    | 8       | 0    | Étoile du Sahel   |
| 7      | FW      | Saîf-Eddine Khaoui      | 27 Abril 1995 (23 anys)    | 5       | 0    | Troyes            |
| 8      | FW      | Fakhreddine Ben Youssef | 23 Juny 1991 (26 anys)     | 39      | 5    | Al-Ettifaq        |
| 9      | MF      | Anice Badri             | 18 Setembre 1990 (27 anys) | 7       | 2    | Espérance         |
| 10     | FW      | Wahbi Khazri            | 8 Febrer 1991 (27 anys)    | 35      | 12   | Rennes            |
| 11     | DF      | Dylan Bronn             | 19 Juny 1995 (22 anys)     | 5       | 0    | Gent              |
| 12     | DF      | Ali Maâloul             | 1 Gener 1990 (28 anys)     | 46      | 0    | Al Ahly           |
| 13     | MF      | Ferjani Sassi           | 18 Març 1992 (26 anys)     | 39      | 3    | Al-Nassr          |
| 14     | MF      | Mohamed Amine Ben Amor  | 3 Maig 1992 (26 anys)      | 26      | 1    | Al-Ahli           |
| 15     | FW      | Ahmed Khalil            | 21 Desembre 1994 (23 anys) | 3       | 0    | Club Africain     |
| 16     | GK      | Aymen Mathlouthi        | 14 Setembre 1984 (33 anys) | 70      | 0    | Al-Batin (capità) |
| 17     | MF      | Ellyes Skhiri           | 10 Maig 1995 (23 anys)     | 5       | 0    | Montpellier       |
| 18     | FW      | Bassem Srarfi           | 25 Juny 1997 (20 anys)     | 5       | 0    | Nice              |
| 19     | FW      | Saber Khalifa           | 14 Octubre 1986 (31 anys)  | 44      | 7    | Club Africain     |
| 20     | FW      | Ghailene Chaalali       | 28 Febrer 1994 (24 anys)   | 6       | 1    | Espérance         |
| 21     | DF      | Hamdi Nagguez           | 28 Octubre 1992 (25 anys)  | 15      | 0    | Zamalek           |
| 22     | GK      | Mouez Hassen            | 5 Març 1995 (23 anys)      | 3       | 0    | Châteauroux       |
| 23     | FW      | Naïm Sliti              | 27 Juliol 1992 (25 anys)   | 17      | 3    | Dijon             |

## Grup H

### Colòmbia
Entrenador:  José Pékerman.
| Dorsal | Posició | Jugador                | Data de naixement/edat     | Partits | Gols | Club                   |
| ------ | ------- | ---------------------- | -------------------------- | ------- | ---- | ---------------------- |
| 1      | GK      | David Ospina           | 31 Agost 1988 (29 anys)    | 86      | 0    | Arsenal                |
| 2      | DF      | Cristián Zapata        | 30 Setembre 1986 (31 anys) | 55      | 2    | Milan                  |
| 3      | DF      | Óscar Murillo          | 18 Abril 1988 (30 anys)    | 13      | 0    | Pachuca                |
| 4      | DF      | Santiago Arias         | 13 Gener 1992 (26 anys)    | 41      | 0    | PSV Eindhoven          |
| 5      | MF      | Wílmar Barrios         | 16 Octubre 1993 (24 anys)  | 10      | 0    | Boca Juniors           |
| 6      | MF      | Carlos Sánchez         | 6 Febrer 1986 (32 anys)    | 85      | 0    | Espanyol               |
| 7      | FW      | Carlos Bacca           | 8 Setembre 1986 (31 anys)  | 45      | 14   | Vila-real              |
| 8      | MF      | Abel Aguilar           | 6 Gener 1985 (33 anys)     | 70      | 7    | Deportivo Cali         |
| 9      | FW      | Radamel Falcao         | 10 Febrer 1986 (32 anys)   | 73      | 29   | Monaco (capità)        |
| 10     | MF      | James Rodríguez        | 12 Juliol 1991 (26 anys)   | 63      | 21   | Bayern de Múnic        |
| 11     | MF      | Juan Cuadrado          | 26 Maig 1988 (30 anys)     | 70      | 7    | Juventus               |
| 12     | GK      | Camilo Vargas          | 9 Març 1989 (29 anys)      | 5       | 0    | Deportivo Cali         |
| 13     | DF      | Yerry Mina             | 23 Setembre 1994 (23 anys) | 12      | 3    | Barcelona              |
| 14     | FW      | Luis Muriel            | 16 Abril 1991 (27 anys)    | 18      | 2    | Sevilla                |
| 15     | MF      | Mateus Uribe           | 21 Març 1991 (27 anys)     | 8       | 0    | América                |
| 16     | MF      | Jefferson Lerma        | 25 Octubre 1994 (23 anys)  | 5       | 0    | Llevant                |
| 17     | DF      | Johan Mojica           | 21 Agost 1992 (25 anys)    | 4       | 1    | Girona                 |
| 18     | DF      | Farid Díaz             | 20 Juliol 1983 (34 anys)   | 13      | 0    | Olimpia                |
| 19     | FW      | Miguel Borja           | 26 Gener 1993 (25 anys)    | 7       | 2    | Palmeiras              |
| 20     | MF      | Juan Fernando Quintero | 18 Gener 1993 (25 anys)    | 15      | 2    | River Plate            |
| 21     | FW      | José Izquierdo         | 7 Juliol 1992 (25 anys)    | 5       | 1    | Brighton & Hove Albion |
| 22     | GK      | José Fernando Cuadrado | 1 Juny 1985 (33 anys)      | 1       | 0    | Once Caldas            |
| 23     | DF      | Dávinson Sánchez       | 12 Juny 1996 (22 anys)     | 9       | 0    | Tottenham Hotspur      |

### Japó
Entrenador: Akira Nishino
| Dorsal | Posició | Jugador              | Data de naixement/edat     | Partits | Gols | Club                         |
| ------ | ------- | -------------------- | -------------------------- | ------- | ---- | ---------------------------- |
| 1      | GK      | Eiji Kawashima       | 20 Març 1983 (35 anys)     | 84      | 0    | Metz                         |
| 2      | DF      | Naomichi Ueda        | 24 Octubre 1994 (23 anys)  | 4       | 0    | Kashima Antlers              |
| 3      | DF      | Gen Shoji            | 11 Desembre 1992 (25 anys) | 11      | 1    | Kashima Antlers              |
| 4      | MF      | Keisuke Honda        | 13 Juny 1986 (32 anys)     | 95      | 36   | Pachuca                      |
| 5      | DF      | Yuto Nagatomo        | 12 Setembre 1986 (31 anys) | 105     | 3    | Galatasaray                  |
| 6      | DF      | Wataru Endo          | 9 Febrer 1993 (25 anys)    | 12      | 0    | Urawa Red Diamonds           |
| 7      | MF      | Gaku Shibasaki       | 28 Maig 1992 (26 anys)     | 18      | 3    | Getafe                       |
| 8      | MF      | Genki Haraguchi      | 9 Maig 1991 (27 anys)      | 33      | 6    | Fortuna Düsseldorf           |
| 9      | FW      | Shinji Okazaki       | 16 Abril 1986 (32 anys)    | 113     | 50   | Leicester City               |
| 10     | MF      | Shinji Kagawa        | 17 Març 1989 (29 anys)     | 92      | 30   | Borussia Dortmund            |
| 11     | MF      | Takashi Usami        | 6 Maig 1992 (26 anys)      | 24      | 3    | Fortuna Düsseldorf           |
| 12     | GK      | Masaaki Higashiguchi | 12 Maig 1986 (32 anys)     | 5       | 0    | Gamba Osaka                  |
| 13     | FW      | Yoshinori Muto       | 15 Juliol 1992 (25 anys)   | 24      | 2    | Mainz 05                     |
| 14     | MF      | Takashi Inui         | 2 Juny 1988 (30 anys)      | 27      | 4    | Eibar                        |
| 15     | FW      | Yuya Osako           | 18 Maig 1990 (28 anys)     | 29      | 7    | 1. FC Köln                   |
| 16     | MF      | Hotaru Yamaguchi     | 6 Octubre 1990 (27 anys)   | 42      | 2    | Cerezo Osaka                 |
| 17     | MF      | Makoto Hasebe        | 18 Gener 1984 (34 anys)    | 110     | 2    | Eintracht Frankfurt (capità) |
| 18     | MF      | Ryota Oshima         | 23 Gener 1993 (25 anys)    | 5       | 0    | Kawasaki Frontale            |
| 19     | DF      | Hiroki Sakai         | 12 Abril 1990 (28 anys)    | 43      | 0    | Marseille                    |
| 20     | DF      | Tomoaki Makino       | 11 Maig 1987 (31 anys)     | 32      | 4    | Urawa Red Diamonds           |
| 21     | DF      | Gōtoku Sakai         | 14 Març 1991 (27 anys)     | 41      | 0    | Hamburger SV                 |
| 22     | DF      | Maya Yoshida         | 24 Agost 1988 (29 anys)    | 82      | 10   | Southampton                  |
| 23     | GK      | Kosuke Nakamura      | 27 Febrer 1995 (23 anys)   | 4       | 0    | Kashiwa Reysol               |

### Polònia
Entrenador: Adam Nawałka
| Dorsal | Posició | Jugador              | Data de naixement/edat     | Partits | Gols | Club                     |
| ------ | ------- | -------------------- | -------------------------- | ------- | ---- | ------------------------ |
| 1      | GK      | Wojciech Szczęsny    | 18 Abril 1990 (28 anys)    | 35      | 0    | Juventus                 |
| 2      | DF      | Michał Pazdan        | 21 Setembre 1987 (30 anys) | 33      | 0    | Legia Warsaw             |
| 3      | DF      | Artur Jędrzejczyk    | 4 Novembre 1987 (30 anys)  | 36      | 3    | Legia Warsaw             |
| 4      | DF      | Thiago Cionek        | 21 Abril 1986 (32 anys)    | 19      | 0    | SPAL                     |
| 5      | DF      | Jan Bednarek         | 12 Abril 1996 (22 anys)    | 3       | 0    | Southampton              |
| 6      | MF      | Jacek Góralski       | 21 Setembre 1992 (25 anys) | 5       | 0    | Ludogorets Razgrad       |
| 7      | FW      | Arkadiusz Milik      | 28 Febrer 1994 (24 anys)   | 40      | 12   | Napoli                   |
| 8      | MF      | Karol Linetty        | 2 Febrer 1995 (23 anys)    | 20      | 1    | Sampdoria                |
| 9      | FW      | Robert Lewandowski   | 21 Agost 1988 (29 anys)    | 95      | 55   | Bayern de Múnic (capità) |
| 10     | MF      | Grzegorz Krychowiak  | 29 Gener 1990 (28 anys)    | 51      | 2    | West Bromwich Albion     |
| 11     | MF      | Kamil Grosicki       | 8 Juny 1988 (30 anys)      | 57      | 12   | Hull City                |
| 12     | GK      | Bartosz Białkowski   | 6 Juliol 1987 (30 anys)    | 1       | 0    | Ipswich Town             |
| 13     | MF      | Maciej Rybus         | 19 Agost 1989 (28 anys)    | 51      | 2    | Lokomotiv Moscow         |
| 14     | FW      | Łukasz Teodorczyk    | 3 Juny 1991 (27 anys)      | 17      | 4    | Anderlecht               |
| 15     | DF      | Kamil Glik           | 3 Febrer 1988 (30 anys)    | 57      | 4    | Monaco                   |
| 16     | MF      | Jakub Błaszczykowski | 14 Desembre 1985 (32 anys) | 99      | 20   | VfL Wolfsburg            |
| 17     | MF      | Sławomir Peszko      | 19 Febrer 1985 (33 anys)   | 43      | 2    | Lechia Gdańsk            |
| 18     | DF      | Bartosz Bereszyński  | 12 Juliol 1992 (25 anys)   | 8       | 0    | Sampdoria                |
| 19     | MF      | Piotr Zieliński      | 20 Maig 1994 (24 anys)     | 33      | 5    | Napoli                   |
| 20     | DF      | Łukasz Piszczek      | 3 Juny 1985 (33 anys)      | 63      | 3    | Borussia Dortmund        |
| 21     | MF      | Rafał Kurzawa        | 29 Gener 1993 (25 anys)    | 3       | 0    | Górnik Zabrze            |
| 22     | GK      | Łukasz Fabiański     | 18 Abril 1985 (33 anys)    | 45      | 0    | Swansea City             |
| 23     | FW      | Dawid Kownacki       | 14 Març 1997 (21 anys)     | 2       | 1    | Sampdoria                |

### Senegal
Entrenador: Aliou Cissé
| Dorsal | Posició | Jugador           | Data de naixement/edat     | Partits | Gols | Club                     |
| ------ | ------- | ----------------- | -------------------------- | ------- | ---- | ------------------------ |
| 1      | GK      | Abdoulaye Diallo  | 30 Març 1992 (26 anys)     | 17      | 0    | Rennes                   |
| 2      | DF      | Saliou Ciss       | 15 Juny 1989 (28 anys)     | 18      | 0    | Valenciennes             |
| 3      | DF      | Kalidou Koulibaly | 20 Juny 1991 (26 anys)     | 26      | 0    | Napoli                   |
| 4      | DF      | Kara Mbodji       | 22 Novembre 1989 (28 anys) | 52      | 5    | Anderlecht               |
| 5      | MF      | Idrissa Gueye     | 26 Setembre 1989 (28 anys) | 61      | 1    | Everton                  |
| 6      | MF      | Salif Sané        | 25 Agost 1990 (27 anys)    | 22      | 0    | Hannover 96              |
| 7      | FW      | Moussa Sow        | 19 Gener 1986 (32 anys)    | 51      | 18   | Bursaspor                |
| 8      | MF      | Cheikhou Kouyaté  | 21 Desembre 1989 (28 anys) | 48      | 2    | West Ham United (capità) |
| 9      | FW      | Mame Biram Diouf  | 16 Desembre 1987 (30 anys) | 49      | 10   | Stoke City               |
| 10     | FW      | Sadio Mané        | 10 Abril 1992 (26 anys)    | 53      | 14   | Liverpool                |
| 11     | MF      | Cheikh N'Doye     | 29 Març 1986 (32 anys)     | 26      | 3    | Birmingham City          |
| 12     | DF      | Youssouf Sabaly   | 5 Març 1993 (25 anys)      | 5       | 0    | Bordeaux                 |
| 13     | MF      | Alfred N'Diaye    | 6 Març 1990 (28 anys)      | 21      | 0    | Wolverhampton Wanderers  |
| 14     | FW      | Moussa Konaté     | 3 Abril 1993 (25 anys)     | 28      | 10   | Amiens                   |
| 15     | FW      | Diafra Sakho      | 24 Desembre 1989 (28 anys) | 12      | 3    | Rennes                   |
| 16     | GK      | Khadim N'Diaye    | 5 Abril 1985 (33 anys)     | 26      | 0    | Horoya                   |
| 17     | MF      | Badou Ndiaye      | 27 Octubre 1990 (27 anys)  | 20      | 1    | Stoke City               |
| 18     | FW      | Ismaïla Sarr      | 25 Febrer 1998 (20 anys)   | 16      | 3    | Rennes                   |
| 19     | FW      | M'Baye Niang      | 19 Desembre 1994 (23 anys) | 7       | 0    | Torino                   |
| 20     | FW      | Keita Baldé       | 8 Març 1995 (23 anys)      | 19      | 3    | Monaco                   |
| 21     | DF      | Lamine Gassama    | 20 Octubre 1989 (28 anys)  | 36      | 0    | Alanyaspor               |
| 22     | DF      | Moussa Wagué      | 4 Octubre 1998 (19 anys)   | 10      | 0    | Eupen                    |
| 23     | GK      | Alfred Gomis      | 5 Setembre 1993 (24 anys)  | 1       | 0    | SPAL                     |

## Estadístiques

### Jugadors per lliga
| Lliga          | Jugadors | Percentatge |
| -------------- | -------- | ----------- |
| Anglaterra     | 129      | 17.53%      |
| Espanya        | 81       | 11.01%      |
| Alemanya       | 67       | 9.10%       |
| Itàlia         | 58       | 7.88%       |
| França         | 49       | 6.66%       |
| Rússia         | 36       | 4.89%       |
| Aràbia Saudita | 30       | 4.08%       |
| Mèxic          | 23       | 2.99%       |
| Turquia        | 22       | 2.99%       |
| Altres         | 241      | 32.88%      |
| Total          | 736      | 100%        |

### Jugadors per equip
Clubs amb 10 o més jugadors.
| Club                | Jugadors |
| ------------------- | -------- |
| Manchester City     | 16       |
| Reial Madrid        | 15       |
| Barcelona           | 14       |
| Paris Saint-Germain | 12       |
| Tottenham Hotspur   | 12       |
| Bayern de Múnic     | 11       |
| Chelsea             | 11       |
| Juventus            | 11       |
| Manchester United   | 11       |